# Liste von Märchen aus dem deutschsprachigen Raum
Diese Liste enthält Märchen und Märchen-Sammlungen aus dem deutschsprachigen Raum. Für die Hauptliste, siehe Liste von Märchen.
Die Märchen sind geografisch nach Ländern gegliedert. Die Sortierung innerhalb der Länderabschnitte orientiert sich nach Märchensammlern bzw. Autoren sowie nach deren Buchtiteln, sonstigen Werken oder Büchern, in denen deren Märchentexte wiedergegeben werden, wobei die frühesten Ausgaben der Werke angegeben und Doppelungen der Märchen eines Sammlers/Autors vermieden werden sollten. Kunstmärchen sind jeweils am Ende der Länderabschnitte angegeben.

## Deutschland

### Albert Ludewig Grimm
Kindermährchen. Mohr und Zimmer, Heidelberg 1809.
- Schneewittchen
- Hanns Dudeldee ein Mährchen (auch Hans Dudeldee)[2]
- Von treuer Freundschaft
- Der zornige Löwe
- Die drey Königssöhne (auch Die drei Königssöhne)[2]
- Die drey Königstöchter, oder der Stein Opal
- Kleinere Märchen, Fabeln und Parabeln
  - Die Elefanten und die Hasen
  - Der Affe
  - Sokrates
  - Das Wasserhuhn
  - Der Fuchs und der Hahn (vgl. Der Hahn und der Fuchs)
  - Die Goldfischlein
  - Der Affe und die Schildkröte
  - Luftschlösser
  - Der Schutzengel

Lina’s Mährchenbuch. Wilmans, Frankfurt am Main 1816.
- Mordi’s Garten, ein dramatisches Mährchen
- Der kleine Frieder mit seiner Geige
- Der Knüppel aus dem Sacke
- Seltsame Freundschaft zwischen einer Katze, einem Kaninchen und einem Perlhuhn
- Laß dem Thoren seine Thorheit
- Das Mährchen von Brunnenhold und Brunnenstark
- Die schwarze Zither, ein Mährchen
- Laß dich der Narren Spott nicht kümmern

### Brüder Grimm
Kinder- und Hausmärchen. 1812–1858.
- Allerleirauh
- Armut und Demut führen zum Himmel
- Aschenputtel
- Blaubart
- Brüderchen und Schwesterchen
- Bruder Lustig
- Das alte Mütterchen
- Das arme Mädchen
- Das Bürle
- Das Bürle im Himmel
- Das blaue Licht
- Das Dietmarsische Lügenmärchen
- Das eigensinnige Kind
- Das Eselein
- Das Hausgesinde
- Das Hirtenbüblein
- Das junggeglühte Männlein
- Das kluge Gretel
- Das Lämmchen und Fischchen
- Das Lumpengesindel
- Das Mädchen ohne Hände
- Das Märchen vom Schlauraffenland
- Das Meerhäschen
- Das Rätsel
- Das singende springende Löweneckerchen
- Das tapfere Schneiderlein
- Das Totenhemdchen
- Das Unglück
- Das Waldhaus
- Das Wasser des Lebens
- Dat Erdmänneken
- Dat Mäken von Brakel
- Daumerlings Wanderschaft – Däumling
- Daumesdick
- De beiden Künigeskinner – Zwei Königskinder
- De drei schwatten Prinzessinnen
- De drei Vügelkens
- De Gaudeif un sien Meester
- De Has un de Swinegel – Der Hase und der Igel
- De Spielhansl
- De wilde Mann
- Der alte Großvater und der Enkel
- Der alte Hildebrand
- Der alte Sultan
- Der arme Junge im Grab
- Der arme Müllerbursch und das Kätzchen
- Der Arme und der Reiche
- Der Bauer und der Teufel
- Der Bärenhäuter
- Der Dreschflegel vom Himmel
- Der Eisenhans
- Der Eisenofen
- Der faule Heinz
- Der Frieder und das Katherlieschen
- Der Froschkönig oder der eiserne Heinrich (auch Die Königstochter und der verzauberte Prinz Froschkönig, 1810)[6]
- Der Fuchs und das Pferd
- Der Fuchs und die Frau Gevatterin (siehe: Der Fuchs im Märchen)
- Der Fuchs und die Gänse
- Der Fuchs und die Katze
- Der Geist im Glas
- Der gelernte Jäger
- Der gescheite Hans
- Der gestiefelte Kater
- Der gestohlene Heller
- Der Gevatter Tod
- Der gläserne Sarg
- Der goldene Schlüssel
- Der goldene Vogel
- Der Grabhügel
- Der gute Handel
- Der Hahnenbalken
- Der Hase und der Igel
- Der heilige Joseph im Walde (auch Der heilige Josef im Walde)[7]
- Der Herr Gevatter
- Der Hund und der Sperling
- Der Jude im Dorn
- Der junge Riese
- Der König vom goldenen Berg
- Der Königssohn, der sich vor nichts fürchtet
- Der kluge Knecht
- Der Krautesel
- Der Liebste Roland
- Der Meisterdieb
- Der Mond
- Der Nagel
- Der Ranzen, das Hütlein und das Hörnlein
- Der Räuber und seine Söhne
- Der Räuberbräutigam
- Der Riese und der Schneider
- Der süße Brei
- Der Schneider im Himmel
- Der singende Knochen
- Der Sperling und seine vier Kinder
- Der starke Hans
- Der Stiefel von Büffelleder
- Der Teufel mit den drei goldenen Haaren
- Der Teufel und seine Großmutter
- Der treue Johannes
- Der Trommler
- Der undankbare Sohn
- Der Vogel Greif
- Der Wolf und der Fuchs (siehe: Der Fuchs im Märchen)
- Der Wolf und der Mensch
- Der Wolf und die sieben jungen Geißlein
- Der wunderliche Spielmann
- Der Zaunkönig
- Der Zaunkönig und der Bär
- Des Herrn und des Teufels Getier
- Des Teufels rußiger Bruder
- Die alte Bettelfrau
- Die Alte im Wald
- Die beiden Wanderer
- Die Bienenkönigin
- Die Boten des Todes
- Die Brautschau
- Die Bremer Stadtmusikanten
- Die Brosamen auf dem Tisch
- Die drei Brüder
- Die drei Faulen
- Die drei Federn
- Die drei Feldscherer
- Die drei Glückskinder
- Die drei grünen Zweige
- Die drei Handwerksburschen
- Die drei Männlein im Walde
- Die drei Schlangenblätter
- Die drei Spinnerinnen
- Die drei Sprachen
- Die Erbsenprobe
- Die Eule
- Die faule Spinnerin
- Die Gänsehirtin am Brunnen
- Die Gänsemagd
- Die Geschenke des kleinen Volkes
- Die goldene Gans
- Die Goldkinder
- Die hagere Liese
- Die Haselrute
- Die himmlische Hochzeit
- Die Hochzeit der Frau Füchsin
- Die klare Sonne bringt’s an den Tag
- Die kluge Bauerntochter
- Die kluge Else
- Die klugen Leute
- Die Kornähre
- Die Kristallkugel
- Die Lebenszeit
- Die Nelke
- Die Nixe im Teich
- Die Rabe
- Die Rübe
- Die schöne Katrinelje und Pif Paf Poltrie
- Die Schlickerlinge
- Die Scholle
- Die sechs Diener
- Die sechs Schwäne (Braunschweiger Sammlung: Die sieben Schwäne)[2]
- Die sieben Raben
- Die sieben Schwaben
- Die Sterntaler
- Die treuen Thiere
- Die ungleichen Kinder Evas
- Die vier kunstreichen Brüder
- Die wahre Braut
- Die Wassernixe
- Die weiße Schlange
- Die weiße und die schwarze Braut
- Die Wichtelmänner
- Die wunderliche Gasterei
- Die zertanzten Schuhe
- Die zwölf Apostel
- Die zwölf Brüder
- Die zwölf faulen Knechte
- Die zwölf Jäger
- Die zwei Brüder
- Doktor Allwissend
- Dornröschen
- Einäuglein, Zweiäuglein und Dreiäuglein
- Ferenand getrü und Ferenand ungetrü
- Fitchers Vogel
- Frau Holle
- Frau Trude
- Fundevogel
- Der Geist im Glas
- Gottes Speise
- Hans heiratet
- Hans im Glück
- Hans mein Igel
- Hänsel und Gretel
- Häsichenbraut
- Herr Korbes
- Jorinde und Joringel
- Jungfrau Maleen
- Katze und Maus in Gesellschaft
- König Drosselbart
- Knoist un sine dre Sühne
- Läuschen und Flöhchen
- Lieb und Leid teilen
- Marienkind
- Märchen von der Unke
- Märchen von einem, der auszog das Fürchten zu lernen
- Meister Pfriem
- Murmelthier
- Muttergottesgläschen
- Oll Rinkrank
- Rapunzel
- Rätselmärchen
- Rohrdommel und Wiedehopf
- Rotkäppchen
- Rumpelstilzchen
- Schneeweißchen und Rosenrot
- Schneewittchen (auch Sneewittchen)
- Sechse kommen durch die ganze Welt
- Simeliberg
- Spindel, Weberschiffchen und Nadel
- Strohhalm, Kohle und Bohne
- Tischchen deck dich, Goldesel und Knüppel aus dem Sack (kurz: Tischlein, deck dich!)
- Up Reisen gohn
- Vom klugen Schneiderlein
- Von dem Fischer un syner Fru (platt, auch Vom Fischer und seiner Frau)
- Von dem Machandelboom
- Von dem Mäuschen, Vögelchen und der Bratwurst
- Von dem Tode des Hühnchens

### Ernst Moritz Arndt
- Wo piepen de Müse![2]
- Das schneeweiße Hühnchen[2]
- Witt Düweken[2]
- Aschenbrödel[2]

Mährchen und Jugenderinnerungen, Berlin 1818.
- Geschichte von den sieben bunten Mäusen
- Prinzessin Svanvithe
- Der Wolf und die Nachtigall, oder wie zwei arme Königskinder verwandelt und zuletzt nach vieler Noth doch wieder zu Menschen geschaffen wurden
- Der Wolf und die Nachtigall
- Klas Avenstaken
- Paiwai und Paiwuzzo
- Die Neun Berge bei Rambin
- Schneeflöckchen
- Erdwurm (auch Erdwürmchen)[2]
- Rattenkönig Birlibi
- Der Schlangenkönig
- Das brennende Geld
- Halt den Mittelweg!
- Mieskater Martinchen
- Der große Jochen
- Der Wiedehopf
- Rotkehlchen und Kohlmeischen
- Die Seekönigin
- Der Baurendom

### Karoline Stahl
Fabeln, Mährchen und Erzählungen für Kinder. 1818.
- Der erste April
- Peter, oder die belohnte Ehrlichkeit
- Karls Weihnachtsgeschenk
- Der Fuchs und seine Brüder
- Däumling
- Die Gevatterinnen
- Die Elemente
- Beispiele von lächerlicher Furcht und Aberglauben
- Das gehorsame Mäuschen
- Prinzessin Elmine
- Wiegenlied für eine Puppe
- Die Müllerstöchter
- Am Geburtstage der Mutter
- Thörichter Muthwille
- Die vier Brüder
- Die Prinzessin Graziose
- Die ungehorsamen Mäuschen
- Strafe und Besserung
- Abendlied
- Die Kinder am Sarge der kleinen Schwester
- Der Pomeranzenbaum und die Biene
- Charade
- Fritzens Wanderschaft
- Der Knabe und der Kukuk
- Die Haselnüsse
- Unermüdete Beharrlichkeit
- Im Sturm am Winterabend
- Das Stäbchen
- Die streitenden Kater
- Das Häuschen von Zuckerwerk
- Die Frösche und der Krebs
- Voreilige Nachahmungssucht und ihre Folgen
- Eine Mordthat durch eine Kröte entdeckt
- Die guten Kinder
- Der buckliche Liebling
- Der treue Hund
- Die Näscherinnen und das mäßige Kind
- Charade
- Die Hacke des Helim
- Die Tulpe und die Nachtviole
- Die treue Magd
- Frühlingslied
- Der unvermuthete Schatz
- Das Steckenpferd
- Die beiden Brüder
- Bestrafter Ungehorsam
- Die guten Kinder
- Marie und Felix
- Die bösen Schwestern und die gute
- Der Zänker
- Das gute Kind
- Der edle Sohn
- Die gute Margarethe
- Der Besuch bei der reichen Fee
- Elisens Versprechungen
- Tollkühnheit
- Man soll Niemanden verspotten, oder der edle Jud
- Lottchens Geburtstagsfeier
- Das ländliche Leben
- Die Syrene
- Beispiele von Geistesgegenwart und Muth
- Der undankbare Zwerg
- Unnützer Streit
- Hortensia
- Harte Strafe und Besserung
- Der eitle Knabe
- Prinz Leander, oder die schwere Prüfung
- Pflichtgefühl, oder die guten Töchter
- Furchtsame Personen soll man nicht ängstigen
- Wilhelm

### Johann Heinrich Lehnert
Mährchenkranz für Kinder, der erheiternden Unterhaltung besonders im Familienkreise geweiht. Hasselberg, Berlin 1829.
- Frau Holle
- Rothkäppchen
- Die Grasmücke
- Schneeweißchen und Rosenroth
- Aschenbrödel
- Die drei Federn
- Das Himmelsschäfchen
- Martin und Ilse
- Von dem Maßholderbaum
- Das Feld mit Hagebuchen
- Der Wunderstein
- Die Schlangenkrone
- Die Nelke
- Das Waldweibchen
- Blaubart
- Das Goldvögelchen
- Fingerhütchen
- König Bubu
- Das singende Rohr
- Der Knabe und der Vogel
- Der kleine Däumling
- Schneewittchen
- Die drei Gärtnerssöhne
- Das gutmüthige Mäuschen
- Die singende Puppe
- Dornröschen
- Die ungleichen Brüder
- Der Widder

### Johann Peter Lyser
- Rübezahl[11]

Abendländische 1001 Nacht – Die schönsten Märchen und Sagen aller europäischen Völker. Prisma Verlag GmbH, Gütersloh 1980.
Band 1
- Das Schloß an der Ostsee
- Das Totenamt
- Bertha, die Spinnerin
- Geschichte vo dem berühmte und tapferen Ritter Ilija und dem Räuber Nachtigall
- Das Eisengitter zu Augsburg
- Die Elbjungfer
- Die Geschichte von den drei Brötchen
- Der ewige Jäger
- Der Tod des Erstgeborenen
- Die drei Bergleute im Kuttenberg
- Der Hexenring
- Die drei Gürtel
- Die Meineidige
- Jungfer Ilse
- Eine andere Sage vo der Ilse
- Der Besuch der Toten
- Das Riesenfräulein
- Der Schatten des Grafen
- Das Urteil des Schemjaka
- Das Rockenweibchen
- Peter von Staufenberg
- Der Nußknacker im Beinhaus
- Die sieben Todsünden
- Genovefa
- Die Geschichte vom Rattenfänger zu Hameln
- Der Willi-Tanz
- Die Königstochter
- Die Falkenburg
- Der heilige Nikolaus
- Die tote Braut
- Kaiser Friedrich I. und Gela
- Der Zweikampf
- Der Sylvesterabend
- Die unheimliche Maske
- Die erborgten Haare
- Wie Rübezahl zu seinem Namen kam
- Rübezahl, der Herr der Berge
- Rübezahl und die hundert Taler
- Rübezahl im Wirtshaus
- Rübezahl und der Glashändler
- Die Sage von den Nissen
- Fiedel-Hänschen
- Der Teufel vor Gericht
- Der Vampir
- Die Sage von der Bohusburg
- Der Kyffhäuser
- Die Sage vom Hirschgulden
- Die Wünsche
- Ingveldens Sage
- Otto mit dem Bart
- Die schöne Magelone
- Die Korallenschnur
- Griseldis
- Rotkäppchen
- Aschenbrödel
- Berthrada
- Die Sage vom Königsholz
- Das kalte Herz (1. Abteilung)
- Der Ahn des Hauses Mannsfeld
- Don Juan oder der steinerne Gast
- Graziöse und Percinet
- Das kalte Herz (2. Abteilung)
- Die Marmor-Geliebte
- Der Kampf mit dem Löwen
- Robert der Teufel
- Der Klabautermann
- Sagen von den Glocken
- Der Felsen der Liebenden
- Die Hexenfahrt
- Hamlet vo Dänemark
- Der nächtliche Gang
- Die nächtliche Reise
- Ebernburg
- Crescentia
- Eine Vision
- Todesahnung
- Prinzessin Schneeweißchen
- Maria, Herzogin vo Bayern
- Der Blaubart

Band 2
- Die Blume der Treue
- Der magische Brautring
- Das Knöchlein
- Die Bergleute
- Die Stiefmutter
- Dr. Faust zu Leipzig
- Der Rahmen
- Frau Wode
- Petermännchen
- Hans Klug
- Von der Klugheit der Schildbürger
- Das Käthchen von Heilbronn
- Die Hexe von der Scollough-Schlucht
- Schreckliche Rache verschmähter Liebe
- Das Katzenschloß
- Die geheimnisvolle Dame
- Kaiser Ottos Traum
- Ludwig der Springer
- Das Märchen von der bösen Hexe Caprusche
- Die Geschichte vom Schneiderlein zu Sachsenhausen
- Der Teufel zu Salamanca
- Das Graumännlein
- Romeo und Julie
- Die Wundergaben
- Der Runnenberg
- Vaulundur
- Eginhard und Emma
- Die drei Brüder und die drei Gaben
- Budweis und Wessely
- Der Harlekin
- Der Freischütz
- Geschichten vom teufel
- Dunka
- Die Entdeckung des Heilborns
- Von dem teuflichen Ursprung der Familie Haro
- Das Hasenherz
- Meiser Puck
- St. Dominicus und das Teufelchen
- Das verschwundene Schloß
- Der getreue Eckart
- Von der Prinzessin, die nicht lachen wollte
- Wandas Schatten
- Rodemann
- Die Bettlerin von Locarno
- Das Pfefferkuchenhäuschen
- Die weißen Pferde zu Köln am Rhein
- Zar Oley und sein Roß
- Die Teufelsmauer am Harz
- Der nächtliche Gang
- Der gestiefelte Kater
- Das große Weinfaß zu Gröningen
- Die feindlichen Brüder
- Maurice Adair, der Piper
- Das Märchen von Holycross
- Lenora
- Der falsche Schwur
- Der Kornwucherer
- Die wilde Jagd
- Stumme Liebe
- Die erfüllten Wünsche
- Der breite Stein in London
- Der Jungfernsprung auf dem Oybin
- Das Trompeterschlößchen zu Dresden
- Die Loreley
- Die Mutter
- Die Nadel
- Die Jungfrau vom Zangenberg
- Die Freunde
- Peter Pommering
- Der Greifenstein in Schlesien
- Zwei Sagen aus Stralsund
- Die Ahnfrau des Greifensteins
- Die Todesfanfare
- Die Locken
- Der Feensmännelberg bei Ostritz
- Der Schalkstein
- Der astrologische Turm
- Der graue Ritter
- Die sieben Raben
- Der junge Tamlan
- Der Regensburger Kampf zwischen Hanns Dollinger und Krako
- Der Kampf zwischen Lamberger und Pegam
- Herr Tristrem und Frau Ysolt
- Kaiser Maximilian I. auf der Martinswand
- Kaiser Maximilian I.
- Maximilian II. zu Granada
- Die fleißigen Spinnerinnen
- Die ungezogene Prinzessin von Kastilien
- Von den Erdmännchen
- Die Braut
- Libussa
- Die drei Höllengaben

Band 3
- Die Geschichte von Einäuglein, Zweiäuglein und Dreiäuglein
- Die Wunder des Strombergs
- Das Wechselkind
- Die eiserne Krone
- Die weiße Frau auf dem Schloß zu Neuhaus
- Schloß und Waldsee
- Die Braut
- Der Hahnenschrei
- Das Zauberschloß
- Die Entstehung des Sees von Killarney
- Der Graf von Gleichen
- Die Prinzessin von Grenada
- Die Springwurzel
- Die Flucht
- Das Banner des Geächteten
- Prinzessin Baumwolle und Röschen Sorglich
- Des Herrn Crack wunderbare Reise in den Mond
- Die Träume
- Die einzöpfige Jungfrau
- Die Wunderquelle
- Schweizer Volkssage
- Die Elixiere des Teufels und St. Antonius von Padua
- Johannes-Kindchen oder Adah
- Die Rabendocken bei Goldberg
- Die Gespenstermühle bei Leitmeritz
- Die Teufelsmühle am Schreckenstein bei Aussig in Böhmen
- Die Trauung
- Die Freunde
- Der Ahnfrau Bild
- Der gefährliche Scherz
- Die heimlichen Rächer
- Gevatter Tod
- Der Pfeiler in Prenzlau
- Die Gräditzburg in Schlesien
- Der verschwundene Schatz
- Don Pedro der Grausame
- Das Märchen vom Ritter Est
- Thomassine Spinola
- Küttners Rheinreise
- Wilhelm Tell oder die Befreiung der Schweiz
- Palnatoke, Jarl in Fühnen, Wendsüssel und England
- Königin Krimhilds großer Trunk
- Das Schneiderlein von Lissabon
- Hüon von Bordeaux
- Das kranke Kind
- Der Ritt um den Kynast
- Mutter Else
- Das Märchen vom Totengräber und seinem treuen Liebchen
- Hans Hodrian
- Der Gespenster-Schmied
- Sigismund, Prinz von Polen
- Das Balsambüchschen
- Der Wassermann
- Die Geisterinsel
- Die Schwanenburg bei Cleve
- Die mutige Frau
- Eine Nacht auf dem Schloß F …
- Die drei Schwestern
- Die Walpurgisnacht
- Der Andreasabend
- Das Galgenmännlein
- Das Brautpaar von Falun
- Der Tambour
- Die wilden Tänzer
- Das wahre und das eingebildete Glück
- Ignaz Denner
- Schön Anna
- Der Bahrgeist
- Das Riesenweib
- Lenora von Oybin
- Der tote Gast
- Tyll Eulenspiegel
- Der Teufel zu Dronings-Oer
- Die Jungfrau von Pernstein
- Kapitän Grog
- Elfe und Erdgeist
- Der süße Brei
- Liebesprobe

### Adalbert Kuhn
Märkische Sagen und Märchen nebst einem Anhange von Gebräuchen und Aberglauben. Reimer, Berlin 1843.
- Die Königstochter beim Popanz
- Die glückliche Besenbinderfrau
- Die Schildkröte und die Enten
- Die böse Frau
- Der dumme Michel (vgl. Peruonto)
- De Kossät un siine Fruu
- Der rathende Teufel
- Der Schmied und der Teufel
- General Luxemburg und der Teufel
- Vom Mädchen, das seine Brüder sucht (vgl. Die sechs Schwäne)
- Das tapfre Schneiderlein (auch Das tapfere Schneiderlein[14], vgl. Das tapfere Schneiderlein)
- Die Königswahl der Vögel (vgl. Der Zaunkönig)
- Bedenke dii
- Wolf und Fuchs im Hochzeithause (siehe: Der Fuchs im Märchen)
- Der Wolf angelt
- Der dumme Wolf
- Das Kind mit dem goldenen Apfel[15]

Sagen, Gebräuche und Märchen aus Westfalen und einigen anderen, besonders den angrenzenden Gegenden Norddeutschlands (gesammelt von Fr. Woeste). Leipzig 1848.
- Die beiden Brüder und die Zauberin am Glasberg
- Der verlorene Ring
- Die drei Stücke Arbeit
- Die Wette
- Wie der Teufel sein Hauptbuch verliert
- Der Teufel und der Executor
- Die grüne Feige
- Der reisende Handwerker und die Thiere im Hünenhause
- Der starke Hans
- Der flüchtige Pfannkuchen. Ein Häufungsmärchen
- Das verlorene Urtheil
- Christus und Sanct-Peter im Bauernhause. Eine Legende
- Die drei Bünde
- Drei Erdmännchen wünschen
- Die schwarze Prinzeßin
- Wie die Ziegen nach Heßen gekommen sind
- Die drei Bälle
- Die Gaukelei
- Die drei Fragen
- Das unterirdische Hünenland
- Die geraubten fünf Prinzeßinnen
- Der Wolf und der Fuchs
- Wie der Dumme die Prinzeßin erlöst
- Gottes Segen
- Der alte Husar
- Die zwölf Soldaten
- Wie der Teufel das Geigenspiel lernte
- Pumpfuß

### Adalbert KuhnundWilhelm Schwartz
Norddeutsche Sagen, Märchen und Gebräuche aus Meklenburg, Pommern, der Mark, Sachsen, Thüringen, Braunschweig, Hannover, Oldenburg und Westfalen. Brockhaus, Leipzig 1848.
- Die alte Frick
- Das Leben am seidenen Faden
- Die drei Burschen und der Riese
- Die beiden Mädchen bei dem Zwerge
- Der betrogene Teufel
- Das Pferdeei
- Das weiße Kätzchen
- Den Seinen gibt's Gott im Schlaf
- Das Mädchen im Paradies
- Die beiden gleichen Brüder
- Die Seidenspinnerin
- Von der Königstochter, die den heiraten will, welcher ihr etwas erzählt, was sie nicht glaubt
- Die Heckenthür
- Schulze Hoppe
- Ahlemann
- Die Frâ, dos hippel un dos hindel
- Dar frosch un die råb
- Der junge Riese
- Der Meisterdieb

### Ludwig Bechstein
Deutsches Märchenbuch ab 1845 und Neues deutsches Märchenbuch, Einhorn, Leipzig ab 1856.
- Aschenbrödel
- Aschenpüster mit der Wünschelgerte
- Besenstielchen
- Bruder Sparer und Bruder Vertuer
- Das blaue Flämmchen
- Das Dornröschen
- Das Dukaten-Angele
- Das goldene Ei
- Das Gruseln
- Das Hellerlein
- Das Kätzchen und die Stricknadeln
- Das klagende Lied
- Das Märchen vom Mann im Monde
- Das Märchen vom Ritter Blaubart
- Das Märchen vom Schlaraffenland
- Das Märchen vom wahren Lügner
- Das Märchen von den sieben Schwaben
- Das Mäuslein Sambar oder die treue Freundschaft der Tiere
- Das Natterkrönlein
- Das Nußzweiglein
- Das Rebhuhn
- Das Rotkäppchen
- Das tapfere Bettelmännlein
- Das Tränenkrüglein
- Das Unentbehrlichste
- Das winzige, winzige Männlein
- Der alte Zauberer und seine Kinder
- Der beherzte Flötenspieler
- Der Dieb und der Teufel
- Der fette Lollus und der magere Lollus
- Der Fischkönig
- Der Däumling und der Menschenfresser[15]
- Der fromme Ritter
- Der Fuchs und der Krebs
- Der Garten im Brunnen
- Der gastliche Kalbskopf
- Der goldne Rehbock
- Der Hahn und der Fuchs
- Der Hase und der Fuchs (siehe: Der Fuchs im Märchen)
- Der Hasenhüter und die Königstochter
- Der kleine Däumling
- Der König im Bade
- Der listige Rabe
- Der Mann ohne Herz
- Der Mann und die Schlange
- Der Mönch und das Vögelein
- Der Müller und die Nixe
- Der Raben Arglist und Rache
- Der redende Esel
- Der Richter und der Teufel
- Der Schäfer und die Schlange
- Der Schmied von Jüterbog
- Der schwarze Graf
- Der starke Gottlieb
- Der Teufel ist los oder das Märlein, wie der Teufel den Branntwein erfand
- Der Teufelsweg auf Falkenstein[22]
- Der undankbare Sohn
- Der Wacholderbaum
- Der Wandergeselle
- Der wandernde Stab
- Der weiße Wolf
- Der Wettlauf zwischen dem Hasen und dem Igel
- Der Zauberwettkampf
- Des Hundes Not
- Des kleinen Hirten Glückstraum
- Des Königs Münster
- Des Märchens Geburt
- Des Teufels Pate
- Die Adler und die Raben
- Die beiden Brüder
- Die beiden kugelrunden Müller
- Die dankbaren Tiere
- Die drei Bräute
- Die drei dummen Teufel
- Die drei Federn
- Die drei Gaben
- Die drei Hochzeitsgäste
- Die drei Hunde
- Die drei Musikanten
- Die drei Nüsse
- Die drei Wünsche (vgl. Der Arme und der Reiche)
- Die goldene Schäferei
- Die Goldmaria und die Pechmaria
- Die Hexe und die Königskinder
- Die hoffärtige Braut
- Die Jagd des Lebens
- Die Katze und die Maus
- Die Knaben mit den goldnen Sternlein
- Die Königskinder
- Die Kornähren
- Die Kuhhirten
- Die Lebensgeschichte der Maus Sambar
- Die Nonne, der Bergmann und der Schmied
- Die Perlenkönigin
- Die Probestücke des Meisterdiebes
- Die Rosenkönigin
- Die scharfe Schere
- Die Schlange mit dem goldnen Schlüssel
- Die Schlangenamme
- Die schlimme Nachtwache
- Die schöne junge Braut
- Die sieben Geißlein
- Die sieben Raben
- Die sieben Schwanen
- Die Spinnerin im Mond[23]
- Die verwandelte Maus
- Die verwünschte Stadt
- Die verzauberte Prinzessin
- Die vier klugen Gesellen
- Die Wiesenjungfrau[24]
- Die Wünschdinger
- Fippchen Fäppchen
- Gevatter Tod
- Gevatterin Kröte
- Goldener
- Goldhähnchen
- Gott Überall
- Hans im Glücke
- Hänsel und Gretel
- Helene
- Hirsedieb
- Klare-Mond
- Mann und Frau im Essigkrug
- Marien-Ritter
- Oda und die Schlange
- Rupert, der Bärenhäuter
- Schab den Rüssel
- Schäfersknecht und Königssohn[25]
- Schlange Hausfreund
- Schneeweißchen
- Schneider Hänschen und die wissenden Tiere
- Schwan, kleb an
- Seelenlos
- Siebenhaut
- Siebenschön
- Sonnenkringel
- Star und Badewännlein
- Tischlein deck dich, Esel streck dich, Knüppel aus dem Sack
- Undank ist der Welt Lohn
- Vogel Holgott und Vogel Mosam
- Vom Büblein, das sich nicht waschen wollte
- Vom Hänschen und Gretchen, die in die roten Beeren gingen
- Vom Hasen und dem Elefantenkönige
- Vom Hühnchen und Hähnchen
- Vom Knaben, der das Hexen lernen wollte
- Vom Knäblein, vom Mägdlein und der bösen Stiefmutter
- Vom Schwaben, der das Leberlein gefressen
- Vom tapfern Schneiderlein
- Vom Zornbraten
- Von dem Wolf und den Maushunden
- Von einem Einsiedel und drei Gaunern (auch Der Einsiedler und die drei Gauner)
- Von einem Hasen und einem Vogel (auch Der Hase und der Vogel)
- Von zwei Affen
- Zitterinchen
- Zwergenmützchen

### Johann Wilhelm Wolf
Deutsche Märchen und Sagen. Leipzig 1845.
- Jan, der Dieb[14]
- Vom dummen Peter[14]
- Jack mit seinem Flötchen[14]
- Von dem Schiff, das zu Wasser und zu Lande fuhr[14] (vgl. Das fliegende Schiff)
- Das goldene Schloß[17]
- Das kleine alte Männlein[17][15]

Deutsche Hausmärchen. Göttingen: Dieterich’sche Buchhandlung/Leipzig: Vogel, 1851.
- Der Fischerssohn, der Rappe und der Schimmel
- Das Schneiderlein und die drei Hunde
- Die Prinzessin von Tiefenthal (auch Die Prinzessin von Tiefental)[15]
- Von den achtzehn Soldaten
- Das goldne Königreich
- Die Königstochter im Berge Muntserrat
- Die schlechten Kameraden
- Der goldene Hirsch
- Der Metzgergesell
- Der graue Wackenstein
- Die getreue Frau
- Die Räuberhöhle im Walde
- Die zwölf Brüder
- Der Hasenhirt
- Das weiße Hemd, das schwere Schwerdt und der goldene Ring
- Die drei Königskinder
- Das Kind vom Grabe
- Die fünf Fragen (vgl. Der Teufel mit den drei goldenen Haaren)
- Die eisernen Stiefel
- Von der schönen Schwanenjungfer
- Die Zwerchpfeife
- Der Vogel Phönix (vgl. Der goldene Vogel)
- Des Todten Dank
- Der Kaiserssohn und sein Pathe
- Die Leichenfresserin
- Die Schlange im brennenden Wald
- Die erlöste Schlange
- Das treue Füllchen
- Grünus Kravalle
- Der Geiger und seine drei Gesellen
- Der Jüngling im Feuer und die drei goldnen Federn
- Die Mandelkörbchen
- Hans ohne Furcht
- Die dreizehn verwünschten Prinzessinnen (vgl. Die zwölf Brüder)
- Der Pfiffigste
- Das Schloß des Todes
- Der Hinkelhirt
- Das graue Männchen
- Der getreue Paul
- Der Schäferssohn und die zauberische Königstochter
- Vom Räuberhauptmann Hans Kühstock
- Das beste Essen von der Welt
- Fürchten lernen
- Des Gockels Hochzeit
- Der Traum des Wolfes
- Odenwälder Lügenmärchen
- Das Unglaubliche
- Vom Stiefelputzer Hinkelbrühe
- Von einem Pfarrer, der allzu kräftig predigte
- Das allzeit zufriedene Knäbchen
- Wie der Teufel auf der Flöte blies

Märchen, Sagen und Lieder aus Hessen. Darmstadt 1851.
- Die gutherzige Köchin[14][17]
- Des Toten Dank[17]

### Emil Friedrich Julius Sommer
Sagen, Märchen und Gebräuche aus Sachsen und Thüringen. Halle 1846.
- Der Berggeister Geschenke
- Der eiserne Mann
- Die Nixe im Mansfelder See
- Der dumme Wirrschopf
- Die Königstochter und der Soldat
- Die verwünschten Prinzessinnen
- Die beiden Brüder
- Vom jungen Grafen, der sein Glück suchen ging
- Ein anderes Märchen von einem Grafensohn
- Der Schatz
- Die beiden Raben

### Ernst Heinrich Meier
Deutsche Volksmärchen aus Schwaben. C.P. Scheitlin’s Verlagshandlung, Stuttgart 1852.
- Der Schäfer und die drei Riesen
- Das Vöglein auf der Eiche
- Der Räuber und die Hausthiere (auch Der Räuber und die Haustiere)
- Aschengrittel
- Der kranke König und seine drei Söhne
- Donner, Blitz und Wetter
- Von drei Schwänen
- Die vier Brüder
- Die Schultheißen-Wahl
- Hans und der Teufel
- Christus und Petrus auf Reisen
  - Unser Herr Christus und der heilige Petrus übernachteten einmal
  - Ein andres Mal wollte Christus mit Petrus eine Kirchweih besuchen
- Die drei Schwestern
- Die Sonne wird Dich verrathen
- Der Löwe, der Bär und die Schlange
- Der Spielmann und die Wanzen
- Der Räuber Matthes
- Die goldene Ente
- Der Büttel im Himmel
- Das Posthorn
- Der Himmelsreisende
- Der dumme Hans
- Fläschlein, thu deine Pflicht! (auch Fläschlein, tu deine Pflicht!)
- Der arme Fischer
- Die Rübe im Schwarzwalde
- Der Sohn des Kohlenbrenners
- Der Schäfer und die drei Jungfrauen
- So lieb wie das Salz
- Hans ohne Sorgen
- Hans und die Königstochter
- Die Brautschau
- Das Schiff, das zu Waßer und zu Lande geht (vgl. Das fliegende Schiff)
- Die zwölf Geister im Schloße
- Der angeführte Teufel
- Der Schneider und die Sündflut
- Der Schneider im Himmel
- Die Tochter des Armen und das schwarze Männlein
- Das tapfere Schneiderlein
- König Blaubart
- Der Engel auf Erden
- Der Arme und der Reiche
- Der Müller Hillenbrand
- Der Sohn des Kaufmanns
- Eschenfidle (vgl. Aschenputtel)
- Der erlöste Kapuziner
- Der Klosterbarbier
- Die schwarzen Männlein
- Wie ein Schneider von Einer Elle Tuch fünf Viertel gestohlen hat
- Die junge Gräfin und die Waßerfrau (auch Die junge Gräfin und die Wasserfrau)[15]
- Die drei Raben (vgl. Die sieben Raben und Die zwölf Brüder)
- Der Schatz im Keller
- Der faule Frieder
- Hans holt sich eine Frau
- Simson, thu dich auf!
- Der lustige Ferdinand oder der Goldhirsch
- Der kluge Martin
- Die gescheidte Ziege
- Drei Rosen auf Einem Stiel
- Der Drachentödter
- Der langnasige Riese und der Schloßergesell
- Die Schlange und das Kind
- Das Nebelmännle
- Bruder Lustig
- Der Räuberhauptmann und die Müllerstöchter
- Die drei Handwerksburschen
- Die drei Wünsche (vgl. Der Arme und der Reiche)
- Die Geschichte von einer Metzelsuppe (auch Die Geschichte von der Metzelsuppe)[15]
- Ei so beiß!
- Die fünf Handwerksburschen auf Reisen
- Die drei todten Schwestern
- Der Rathsherr und das Büble
- Der Tod des Hühnchens
- Der König Auffahrer des Meers
- Die drei Federn des Drachen (vgl. Der Teufel mit den drei goldenen Haaren)
- Der Knabe, der zehn Jahr in der Hölle diente
- Der Hahn mit den Goldfedern
- Ein Lügen-Märchen
- Die zwei Mädchen und der Engel
- Hui in mein' Sack!
- Die Reise zum Vogel Strauß (vgl. Der Teufel mit den drei goldenen Haaren)
- Hähnle und Hühnle
- Kätzle und Mäusle
- Jokele
- Wie ein ehrliches Fräulein frühstückt
- Der Birnbaum auf der Haide
- Eine Kinder-Predigt
- Noch eine Predigt
- Kinder-Märlein
- Was die Gans Alles trägt
- Der Brief im Ei
- Die schmale Brücke

### Ignaz Vinzenz ZingerleundJosef Zingerle
Kinder- und Hausmärchen aus Süddeutschland. Friedrich Pustet, Regensburg 1854.
- Löwe, Storch und Ameise
- Das Bäuerlein
- Der Gang zur Apotheke
- Schneider Freudenreich
- Hansl Gwagg-Gwagg
- Der schlafende Riese
- Die Kröte
- Der Klaubanf
- Das fromme Kind
- Das Birkenreis
- Die Heugabel
- Die drei Soldaten und der Doktor
- Die zwei Künstler
- Die zwei Schächtelchen
- Die Räthselhaften Antworten
- Warum ist der Tod so dürr? (auch Warum ist der Tod so dürr)
- Wer bekommt das Haus?
- Die Fanggen
- Die zwei Hafner
- Vom armen Bäuerlein
- Die vier Tücher
- Die Drachenfedern (vgl. Der Teufel mit den drei goldenen Haaren)
- Vom reichen Ritter und seinen Söhnen
- Der glückliche Schneider
- Der Hirtenknabe
- Der Schafhirt
- Der Ziegenhirt
- Warm und kalt aus einem Munde
- Die drei Holzhacker
- Der Advokat
- Noch ein Mährchen von der Krönlnatter (auch Noch ein Märchen von der Krönlnatter)
- Der Bettler
- Die zwei Königskinder
- Der Riese
- Der gescheidte Bauer
- Die schöne Wirthstochter (auch Die schöne Wirtstochter)
- Der Menschenfresser
- Das Berggeistl (auch Der Berggeist)
- Beutel, Hüttlein und Pfeiflein
- Die Wette
- Der Vogel Phönix, das Wasser des Lebens und die Wunderblume
- Die Schlange (vgl. Siebenhaut)
- Der Stinkkäfer
- Der Fürpass
- Der Esel
- Der Grindkopf
- Der Bauernbursche
- Die Trude
- Das Käfermännlein
- Das Gromoaser Mannle
- Eichhorn, Käfer, Maus (auch Eichhorn, Käfer und Maus)[33]
- Der starke Hansl
- Das verzauberte Schloss (auch Das verzauberte Schloß)[34]
- Der gehende Wagen
- Der daumlange Hansl
- Die verwunschene Prinzessin (vgl. Die zwölf Brüder)
- Sauerkraut und Todtenbeine
- Die Schleifersöhne
- Die verstorbene Gerechtigkeit
- Kugerl
- Die Furchtlerner
- Griseldele
- Die zwei Beutelschneider
- Der Wurm
- Der Blinde (vgl. Die beiden Wanderer)
- Der Schmiedlerner
- Stiefmutter
- Die Kröte
- Die Wirthin
- Die drei Soldaten
- Die Bauerndirne
- Die seltsame Heirath
- Der Bär
- Der Aschentagger
- Von drei Deserteuren
- Der blinde Metzger

### Heinrich Pröhle
Märchen für die Jugend. Buchhandlung des Waisenhauses, Halle 1854.
- Dank ist der Welt Lohn (vgl. Die beiden Wanderer)
- Undank ist der Welt Lohn
- Der Fuchs und die Gans (vgl. Der Fuchs und die Gänse)
- Das goldene Salzfaß, der goldene Haspel und der Tannenzweig
- Die Goldtochter und die Hörnertochter
- Die Zwergmännchen
- Bienchens Haus
- Von der Stadt Sedelfia und dem Vogel Fabian (vgl. Der Teufel mit den drei goldenen Haaren)
- Von dem Schaf, das eine Königstochter trug
- Das Rauhthier (auch Das Rauhtier)
- Wache, Wache, Ronde raus!
- Der Husar und der Hirschwagen
- Der lustige Zaunigel
- Der alte Dudelsackpfeifer
- Der bunte Bauer
- Böse werden
- Das Ohrläppchen
- Von den ungetreuen Wirthstöchtern und von der Prinzessin
- Die beiden Oberjägermeister
- Horle-Horle-Wip
- Grafs-Heinrich
- Der gute und der böse Geist
- Die Uhr, die Flöte, das Rohr und der Hut
- Der große Peter
- Das Kirmes-Mädchen
- Zauber-Wettkampf
- Halt fest
- Der Schraubstock, der Spannstuhl und die Tabackspfeife
- Johannes der Bär
- Sim-sim-seliger Berg (vgl. Simeliberg)
- Die gebleichte Hand
- Der Reiter in Seiden
- Die Räuberbraut
- Der Scharfrichter und die Handwerksburschen
- Der Fleischerknecht
- Der Edelmannssohn
- Räuber mahlen
- Der Maurerlehrling
- Das Mondenlicht
- Die Länder Knötchenbach, Kuhreibtsich, Katzenklapperich
- Der Bettelmann, der Tod und der Teufel
- Der Jäger und die drei Brüder (vgl. Die drei Handwerksburschen)
- Die Sonne bringt es an den Tag
- Der böse Arzt
- Die geizige Schwiegertochter
- Wer todt ist, läßt sein Gucken
- Das Hündlein Angst
- Der Hund Lilla
- Die kluge Hirtentochter (vgl. Die kluge Bauerntochter)
- Die Massachte
- Piep, piep
- Der Altgesell und der Schneiderlehrling
- Der beschämte Bäckermeister
- Es ist schon gut
- Hans-stich-den-Bock
- Die gesottenen Eier
- Ich diente dem Bauer wohl ein Jahr
- Der Nußbaum (vgl. Der listige Peter und die Mariower geben einer Pappel zu trinken)
- Der Bief auf dem Eichbaum
- Den Wind vergessen
- Den Segen vergessen
- Josef, wandere aus!
- Barrabas
- Von dem Hirsch, dem Fisch und dem Schwan

### Ulrich Jahn
Schwänke und Schnurren aus Bauernmund. Mayer und Müller, Berlin 1890.
- Der Dünk
- Das arme Edelfräulein und der reiche Graf
- Das wunderbare Stöcklein
- Der Zornbraten
- Die Lebensalter
- Die verschiedenen Stände
- Der eiserne Kasten
- Jochem Ochs
- Wuurans dei Schult in Tätrow prädigt hät
- Das Kästchen
- Wuur Kuhlmann dat Spreeken liert
- Wie der Bauer ein Doktor ward
- Die fromme Edelfrau
- Kathrinchen, die kluge Besenbinderstochter (vgl. Die kluge Bauerntochter)
- Der Wollensack (auch Der Hasenhirt)[15]
- Hinrik, mein Sohn
- Der Pastor und sein Küster
- Der Kuhhirt und die Bauern
- Die lange Geschichte

Volksmärchen aus Pommern und Rügen. Diedr. Soltau’s Verlag, Norden und Leipzig 1891.
- Das Goldspinnen
- Der Jäger und der Sohn des Zwergkönigs
- Die Prinzessin auf dem Baum
- Das Paradies
- De Koenigin un de Pogg'
- Die Königstochter und die Schorfkröte
- Von der wunderschönen Prinzess
- Die drei Raben (vgl. Der Rabe)
- Der Schlüssel
- Das Patenkind des Todes
- Hadelum-pum-pum
- Vom Königssohn, der noch zu jung zum Heiraten sein sollte
- Hans Wunderlich
- Hans Hildebrand und der Pastor
- Glück und Verstand
- Hans, der Grafensohn, und die schwarze Prinzessin (auch Der Soldat und die schwarze Prinzessin)[15]
- Der starke Jochem
- Das Wolfskind
- Das Männchen Sonderbar
- Der gehörnte Siegfried
- Der Bärensohn
- Eine lügenhafte Geschichte
- Der alte Fritz und der Bauerjunge
- Alten-Sattel
- Der Bauer, der Edelmann und der alte Fritz
- Der Hühnerhund
- Der alte Fritz und der Pastor
- Der alte Fritz und der Student
- Der seltsame Traum
- Der alte Fritz und der Besenbinder
- Der alte Fritz und der Husar
- Der Pilger
- Wie aus einem Schweinehirten ein König ward
- Der Schiffer und die drei Königstöchter von Engelland
- Die Mädchen im Pfluge
- Die zwölf Riesen
- Die beiden Försterskinder
- Der Kater Johann
- Die beiden feindlichen Könige
- Die Cholerakinder
- Duurn’nroesken
- Dei Fischer un syne Fruu
- Wie Dummhans für ein Gerstenkorn ein Königreich bekam
- Das Märchen vom Himphamp
- Der Teufel und der Drescher (ähnlich wie Das Märchen vom Edelmann, Großknecht und Teufel)
- Der lederne Mann
- Schmied Siegfried und der Teufel
- Sankt Peter und der Schmied
- Schmied Günther
- Das Nüllingkücken
- Der Tabak
- Die russische Finetee und die russische Galethee
- Der Meisterdieb
- Die Maränen
- Die Königin von Tiefenthal (auch Die Königin von Tiefental)[14]
- Die Königin von Siebenbürgen (vgl. Die zwölf Brüder)
- Das Schloss der goldenen Sonne
- Das Wunderbuch
- Der Zauberring und das Zauberschloss
- Der weisse Wolf (auch Der weiße Wolf)[14]
- Der schwarze Frosch
- Der Kaufmann und die Seejungfrau

### Wilhelm Wisser
Plattdeutsche Volksmärchen. 2 Bände, Jena 1914, 1927.
- Die Rätselprinzessin

Die Märchen der Weltliteratur – Plattdeutsche Märchen. Eugen Diederichs Verlag, Verlag der Fehrs-Gilde, Hamburg.
- De twee Bröder
- Hack an!
- De Küken lehrt dat Snacken
- Bet de Kukuk röppt
- De Köster un de Preester
- De Zegenbuck
- Herr Negenkopp
- Dischdecki, Esel un Fiedel
- De dree Geselln un de Düvel
- Hans un de Buur
- Hans Hillbrand
- Wo bleibt denn der Sohn?
- Slang, Müch un Swülk
- Haak un Öösch
- De Snieder un de Ries
- Hans mit de hölten Koh
- De Buur un de Raatsherr
- De Buur un de Professer
- De gries Buck
- Dat Undeert
- Dat Unweder
- De lütt Ent
- Gniedeln un Fiedeln
- Haspelholt
- De groot Gatz
- Hans Veertein
- Giff di!
- De Preester mit de Wust
- De Schuufkaar
- De Ploog
- Na’n Kivitsbarg
- De Fischprinzessin un de Snieder
- De ool Fritz un de Bessenbinner
- De Buur un de Goldsmitt
- Vun de Teertunn in de Feddertunn
- De Koopmannssöhn
- Sülben verraden
- De bunt Buck
- Petrus na Jerusalem
- Ruuchklaas
- De lütt witt Katt
- Hans un de Preester
- Dree Säck vull Lögen
- Fritz un de Prinzessin
- Vagel Fenus
- De gollen Vagel
- Hans Dünk
- De König un de Ent
- De Eddelmann un de Buur
- De Suldat un de Düvel
- Fuuldowat
- Mien Ohm
- De gerecht Vadder
- Windhund, Kreih un Miegelreem
- De Königsdochter in’n Keller
- De Mann ut’n Paradies
- De klook Buurndochter
- De dummen Fruunslüüd
- Uns’ Hergott un de Dööster
- Dat Königriek vun Morrnsteern
- Simson, tu dich auf!
- De Katt
- De Snieder un sien dree Söhns
- De König un de Schinnerknecht
- De Spitzboovmeister
- De witt Wulf
- Grugen lehren
- De ool Tambur
- De Königssöhn

### Weitere Sammler
Achim von Arnim
- Erschreckliche Geschichte vom Hühnchen und vom Hähnchen[2]

Ferdinand Asmus und Otto Knoop: Kolberger Volkshumor. Köslin 1927.
- Der dumme Hans und der Edelmann

Karl Bartsch: Sagen, Märchen und Gebräuche aus Mecklenburg. 2 Bände, Wilhelm Braumüller, Wien 1879.
- Der Ritt auf den Glasberg (vgl. Die Prinzessin auf dem gläsernen Berg)

Heinrich Bebel: Heinrich Bebels Schwänke.
- Eine schöne Fabel von ein törichtem Bauern

Ulrich Benzel: Sudetendeutsche Volkserzählungen – Gesammelt und herausgegeben unter Mitwirkung von Walter Kniepers. Marburg 1962.
- Der goldene Anten
- Hans und der Riese

Wilhelm Bodens
Sage, Märchen und Schwank vom Niederrhein. Bonn 1936.
- Die Geschichte von den sieben Bauern und dem schlauen Jungen
- Der Riese, das Einhorn, der Drache und das tapfere Schneiderlein

Vom Rhein zur Maas. Bonn 1936.
- Der Alte Fritz und der Bauer

Wilhelm Busch: Ut ôler Welt. München 1910.
- Die alte Stüksche
- Der Königssohn mit der goldenen Kette
- Königin Isabelle
- Bauer Pihwitt

Johann Gustav Gottlieb Büsching: Volkssagen, Mährchen und Legenden. Leipzig 1812.
- Die Padde[17]
- Das Märchen vom Popanz[6] (auch Der Popanz[2], 3 Monate vor der ersten Auflage der KHM erschienen)

Alfred Cammann
Westpreußische Märchen. Berlin 1961.
- Bruder Regen
- Der Schimmel

nach einer Tonbandaufnahme
- Das Geschlinke

Carl und Theodor Colshorn: Märchen und Sagen. Hannover 1854.
- Von dem Breikessel[14][15]
- Die kluge Dirne (vgl. Die kluge Bauerntochter)[14]
- Peter Bär[17]
- Zwerg Holzrührlein Bonneführlein[17]
- Die Querpfeife[17]
- Aschenpöling (vgl. Aschenputtel)[17]
- Vom dicken fetten Pfannekuchen[15]
- Warum das Meerwasser salzig ist[15]
- Der Schmied und der Teufel[15]
- Holtmul[15]

Louis Friedrich Christian Curtze: Volksüberlieferungen aus dem Fürstentum Waldeck. Arolsen 1860.
- Der Hasenhirt

Heinrich Dittmaier: Sagen, Märchen und Schwänke von der unteren Sieg. Bonn 1950.
- Der Mann, der die Sprache der Tiere verstand (vgl. Der Jäger und die Schlange)

August Engelien und Wilhelm Lahn: Der Volksmund in der Mark Brandenburg. Berlin 1868.
- Deär schtarke Gotliäf

August Ey: Harzmärchenbuch oder Sagen und Märchen aus dem Oberharze. Verlag von Fr. Steudel, Stade 1862.
- Die Clausthaler Münze[14]
- Der Magnetberg[14]
- Der eiserne Mann[14]
- Die lange Nase[14]
- Die verwünschte Prinzessin[15]
- Der schnelle Soldat[15]

Hans Findeisen: Sagen, Märchen und Schwänke von der Insel Hiddensee. Stettin 1925.
- Die drei Königstöchter

Nikolaus Fox: Märchen und Tiergeschichten – In den Landschaften der Westmark aufgezeichnet. Saarlautern 1942.
- Vom Dummen und vom Gescheiten

Gustav Grannas
Plattdeutsche Volserzählungen aus Ostpreußen – Gesammelt und herausgegeben. Marburg 1957.
- Vom goldenen Vogel (vgl. Die zwei Brüder)
- Vom Schaladaus

Volk aus dem Ordenslande Preußen erzählt Sagen, Märchen und Schwänke – Gesammelt und herausgegeben. Marburg 1960.
- Die Prinzessin mit den drei goldenen Haaren
- De Voss on de Krääft

Hertha Grudde
Es war einmal …Schöne alte Märchen und Geschichten aus der Spinnstube (Ostpreußisches Sagengut) – Gesammelt und aus dem Plattdeutschen übersetzt – Herausgegeben von Gustav Grannas. Königsberg 1935.
- Engeldienstchen und Ankantrinchen

Vom Bernstein und andere alte Märchen und Geschichten aus der Spinnstube (Ostpreußisches Sagengut) – Gesammelt und aus dem Plattdeutschen übersetzt – Herausgegeben von Gustav Grannas – 2. Auflage. Königsberg, o. J.
- Vom Bernstein

Christoph Wilhelm Günther: Kindermährchen aus mündlichen Erzählungen gesammelt. Erfurt 1787.
- Der treue Fuchs (vgl. Der goldene Vogel)

Gottfried Henßen
Volk erzählt – Münsterländische Sagen, Märchen und Schwänke – Gesammelt und herausgegeben. Münster i. W. 1935.
- Die sieben Tauben (vgl. Die Jungfrau auf dem gläsernen Berg)

Überlieferung und Persönlichkeit – Die Erzählungen und Lieder des Egbert Gerrits. Münster i. W. 1951.
- Das kluge Pferd

Bergische Märchen in Rhein.-westfäl. Zeitschrift für Volkskunde 25, 1928, S. 50.
- Hans Dumendick

Das Singemärchen vom klagenden Lied in Hessische Blätter für Volkskunde 49/50, 1958, S. 83 ff. Nr. 3 (S. 86).
- Von der Hollerdudl

Philipp Hoffmeister: Hessische Volksdichtung in Sagen und Märchen, Schwänken und Schnurren. Marburg 1869.
- Vom Müller und seinen Töchtern[14]
- Die Räuberbraut[15]

Karl Hübl: Babette Burger aus Ernstfeld, eine Märchenerzählerin aus der Oberpfalz in (Zs.) Oberpfalz 44, 1956, S. 126 ff.
- Der Waisenbub

Hermann Janosch: Unsere Hultschiner Heimat in Sagen und Märchen, Sitten und Gebräuchen. Ratibor 1924.
- Die kluge Tochter (vgl. Die kluge Bauerntochter)

Gustav Jungbauer: Böhmerwald-Märchen. Passau 1923.
- Die Stiefmutter und das singende Vöglein
- Vom Türken und dem lebzeltenen Dach
- Der Froschbräutigam
- Von der geschundenen Geiß

Alfred Karasek-Langer
Sammlung Karasek
- Lauter Lügen
- Das Mädchen ohne Hände
- Der Glasberg (vgl. Die Prinzessin auf dem gläsernen Berg)
- Vom Schiff, das auf trockenem Land fährt (vgl. Das fliegende Schiff)
- Der abgedankte Soldat und der Tote
- Der witzige Grafensohn
- Getreu und Ungetreu
- Die schwarzen Gäns ghern unser
- Der Mann im Pfeiler

Deutsche Märchen aus Wolhynien in Karasek-Lück, Die deutschen Siedlungen in Wolhynien, Plauen 1931.
- Wie der Blinde sein Glück gefunden hat

nach Aufzeichnungen aus einer Pommernsiedlung in Mittelpolen in Deutsche Monatshefte in Polen 2, 1935, S. 164.
- Der Froschkönig

Drei Märchen aus Hedwig (Deutschprobener Volksinsel) in Schlesische Blätter für Volkskunde 3/4, 1941, S. 133.
- Vom Soldaten, der die Königin erlöst hat

Otto Knoop: Volkssagen, Erzählungen, Aberglauben, Gebräuche und Märchen aus dem östlichen Hinterpommern. Posen 1885.
- Das Wunderbuch
- Isermartin

Johannes Künzig: Unser Ätti erzählt – Märchen und Schwänke aus den Oberrheinlanden. Krailling vor München 1943.
- I bin’s Binsili, i bin’s Bänsili
- So lieb wie das Salz

Elisabeth Lemke: Volksthümliches aus Ostpreußen. 2. Teil, Mohrungen 1887.
- Der Jäger und die Schwanenjungfrau

Martin Montanus
- Das Erdkühlein (auch Erdkülin)[2]

Das Ander theyl der Gartengesellschafft. Tübingen 1899.
- Eine schöne History von einer Frawen mit zweyen Kindlin

Karl Müllenhoff: Sagen, Märchen und Lieder der Herzogtümer Schleswig, Holstein und Lauenburg. Schwerssche Buchhandlung, Kiel 1845.
- Die drei gelernten Königssöhne[14] (vgl. Die drei Handwerksburschen)
- Der starke Franz[14]
- Die beiden Drescher[14]
- Goldmariken und Goldfeder[17][15]
- Vom Mann ohne Herz[15]
- Siebenschön[15]
- Die alte Kittelkittelkarre[15]
- Rinroth[15]
- Vater Strohwisch[15]
- Das blaue Band[15]
- Der faule Hans[47] (vgl. Peruonto)

Siegfried Neumann: Die doppelten Prügel in Jahresgabe 1964 der Gesellschaft zur Pflege des Märchengutes der europäischen Völker, Schloß Bentlage bei Rheine in Westfalen, S. 167.
- Die doppelten Prügel

Rudolf Nord: Plattdeutsche Volksmärchen aus Waldeck. Korbach 1939.
- Der Wahrsager, der Lämmermacher und der Geldscheißer

Johannes Pauli: Schimpff und Ernst. 1545.
- Von einem Hahnen und Fuchs
- Von drei faulen Söhnen
- Ein Fabel von einem Löwen und Esel

Will-Erich Peuckert: Schlesiens deutsche Märchen. Breslau 1932.
- Der dumme Hans
- Von zwei Mädchen, die Feuer holen gingen
- Ferla

Friedrich Pfaff: Märchen aus Lobenfeld in Alemannia 24 (1896), S. 179 ff.; 26 (1898) S. 79 ff.
- Das klingende Wasser, der spielende Fisch und der Vogel Greif

Karl Plenzat: Der Wundergarten – Volksmärchen [aus Ostpreußen], gesammelt und erzählt. Berlin/Leipzig 1922.
- Der Kreuzknoten

Kurt Ranke: Schleswig-Holsteinische Volksmärchen. 3 Bände, Kiel 1955–1962.
- Das Wasser des Lebens, das Wasser der Schönheit und das Buch der Jugend
- Langnäs, Breetfot und Grotfot
- König Medowulf

Josef Sauer: Die drei Wünsch – Ein altes Inntaler Märchen in Das Mühlrad, Blätter zur Geschichte des Inn- und Isengaues 3, 1953, S. 94.
- Die drei Wünsche (vgl. Der Schmied in Rumplbach)

Georg Schambach und Wilhelm Konrad Hermann Müller: Niedersächsische Sagen und Märchen. Göttingen 1855.
- Der gelernte Dieb

Joachim Christian Friedrich Schulz: Kleine Romane. 5 Bände, Leipzig 1788–1790.
- Rapunzel

Karl Simrock: Deutsche Märchen. Stuttgart 1864.
- Bauer und Edelmann[14]
- Die sieben Gesellen[17] (vgl. Sechse kommen durch die ganze Welt)
- Der dankbare Tote[17]
- Kleesam[17]
- Bruder Stiefelschmer[17]

K. Spiegel: Märchen aus Bayern. Würzburg 1914.
- Vom Hühnle und vom Gökerle
- Der Zauberer und sein Lehrling
- Der eiserne Mann

Otto Stückrath: Märchen der Heimat – Nassauische Volksmärchen. Melsungen 1924.
- Peter Unverdreußt
- Der Dreißiger
- Der Schäfersknecht und die Kaufmannstochter

Ernst Tegethoff: Märchen, Schwänke und Fabeln. Bruckmann, München 1925.
- Einochs[14][17]
- Vom König, der alles glaubte[17]

Alexander Tietz
Sagen und Märchen aus dem Banater Bergen. Bukarest 1956.
- Die Verwunschenen (vgl. Das Nußzweiglein)
- Die Sonnenmutter

Das Zauberbründl – Märchen aus den Banater Bergen. Bukarest 1958.
- Das Mädchen aus dem Ei

Volkslied
- Vom Bauern und vom Jäger

Hans Jakob Christoffel von Grimmelshausen: Vom Ursprung des Namens Bärnhäuter. Berlin, Leipzig, Wien, Stuttgart 1921.
- Vom Ursprung des Namens Bärenhäuter

Peter Wiepert: Die Kirche zu Landkirchen (Fehmarn), 1936, S. 50.
- Wie der Schneider seinen Buckel verloren und wiederbekommen hat

Richard Wossidlo
- Die Teufelspferde
- Dat verhexte Königsschloß
- De lebendige Himphamp

Richard Wossidlo und Gottfried Henßen: Mecklenburger erzählen Märchen Schwänke und Schnurren. 2. Auflage, Berlin 1958.
- Graumantel

Paul Zaunert
- Die Räuberbraut

Richard Zeisel: Märchen aus Zeche in der Deutsch-Probener Sprachinsel in Sudetendeutsche Zeitschrift für Volkskunde 6, 1933, S. 104.
- Der dumme Ehemann (auch Der dumme Ehemann macht sein Glück)

Matthias Zender
Volksmärchen und Schwänke aus der Westeifel. Bonn 1935.
- Der Schnudelpittchen
- Gevatter Tod

### Weitere Bücher
Die Märchen der Weltliteratur – Märchen vor Grimm. Eugen Diederichs Verlag, München 1990, Hans-Jörg Uther (Hrsg.).
- Die drei Spinnerinnen (J. Praetorius)
- Das Paten-Geld machet reich (J. Praetorius)
- Treue und Untreue (Würzburger Handschrift, 14. Jh.)
- Von einer Bohne (Burkhard Waldis, 1548)
- Von dem Fischer und siene Fru (F. von der Hagens, 1808)
- Von einem König, Riesen, Einhorn und wilden Schwein (Jan Tambaur, 1557)
- Eine schöne Historie von einer Frau mit zwei Kindlein (Martin Montanus, um 1560)
- Der Rätselkampf (Compilatio singularis exemplorum, ab 1250)
- Die Tiere auf Wanderschaft (G. Ruckard, 1736)
- Kilian Brustfleck als Katzenverkäufer (G. Ruckard)
- Dionigia und der König von England (Ser Giovanni, zwischen 1378 und 1385)
- Eine Fabel von einem Schneider (Heinrich Bebel und A. Wesselski, 1508)
- Die Prophezeiung erfüllt sich (Johannes Gobius (Junior))
- Vergleichung des Hoflebens (H. Wendunmuth Kirchhof)
- Friß all, bezahl! (H. Wendunmuth Kirchhof)
- Von deß Todts Botten (H. Wendunmuth Kirchhof)
- Warum die Landsknechte der Trommel zulaufen (Hans Sachs, 1559)
- Ursprung der Affen (Hans Sachs)
- Historie von Joringel und Jorinde (J. H. Jung-Stilling, 1777)
- Von den Bauern in einem Dorf, das heißt Ganslosen, und ihrer Einfalt (Valentin Schumann, 1559)
- Der entlaufene Hasenbraten (A. Strobl, 1700)
- Historia von einem Sohn, deß Weib ihren Schwäher nicht mit übern Tische essen lassen wollte (J. Mathesius, 1586)
- Erschreckliche Geschichte vom Hühnchen und Hähnchen (L. A. von Arnim und C. Brentano)
- Der listige Schmied (Attanasy von Dilling, 1700)
- Hans Wohlgemut (Wernicke, 1818)
- Von einem wahrhaftigen, doch betrieglichen Weber (Ernst Wolgemuth)
- Vom Ursprung des Namens Bärnhäuter (Grimmelshausen, 1670)
- Der Fremde aus dem Paradies (auch Der Schüler aus Paris, Joanne Petro de Memel, 1656)
- Wie man klugen Rat immer anhören, andern aber verwerfen muß (Gesta Romanorum, 1342)
- Von der Eintracht (Gesta Romanorum)
- Die Wette um die Augen (Pelbárt von Temesvár)
- Exempel von einer Frau und ihrem Sohn (Geiler von Kaysersberg, 1503)
- Münchhausen und die Mondleiter (Münchhausen, 1785)
- Hund verrät etliche Mörder (J. Moller, 1655)
- Der in einen Esel verwandelte Bräutigam (Remigius, 1598)
- Die wunderschöne Psyche (Plener, 1687)
- Goldener (Kerner, 1813)
- Ein Weib bekommt einen guten Rath, den bösen Mann gut zu machen (L. Wolff, 1705)
- Von wegen des Undancks gegen den Elteren (J. Manlius, 1565)
- Der Teufel ist unser Hergotts Affe (J. Agricola, 1534)
- Wie Eulenspiegel in Prag zu Böhmen auf der hohen Schule mit den Studenten konversierte und wohl bestand (Eulenspiegel, 1515)
- Der undankbare Zwerg (Stahl, 1821)
- Pferd, Stier und Hund beim Menschen (Babrios)
- Hans Pfriem (L. Aurbacher, 1827)
- Scherzrede von Verordnung der Personen, so zum Regiment gehören (G. Strigenitz, 1613)
- Die Ernteteilung (Bienenkorb, 1768)
- Jungfer Maleen (Müllenhoff, 1845)
- Vom Bruder Stiefelschmeer (Arnim, 1844)

Märchen europäischer Völker – Deutsche Kinder- und Hausmärchen. Bertelsmann, Gütersloh 1970er.
- Der Riesenwald
- Die drei Gürtel
- Die drei Träume
- Kännchen voll
- Widewau
- Woher die Feindschaft zwischen Hund und Katze und zwischen Katze und Maus kommt

## Kunstmärchen aus Deutschland

### Johann Karl August Musäus
Volksmärchen der Deutschen. Carl Wilhelm Ettinger, Gotha 1782–1786 (5 Bände).
Band 1:
- Die Bücher der Chronika der drey Schwestern (auch Die Bücher der Chronika der drei Schwestern)[17]
- Richilde
- Rolands Knappen

Band 2: Legenden
- Legenden von Rübezahl
- Die Nymphe des Brunnens

Band 3:
- Libussa
- Der geraubte Schleier
- Liebestreue

Band 4:
- Stumme Liebe
- Ulrich mit dem Bühel
- Dämon Amor

Band 5:
- Melechsala
- Der Schatzgräber
- Die Entführung

### Clemens Brentano
Italienische Märchen, 1805–1811.
- Das Märchen von den Märchen oder Liebseelchen
- Das Märchen von dem Myrtenfräulein
- Das Märchen von dem Witzenspitzel
- Das Märchen von Rosenblättchen
- Das Märchen von dem Baron von Hüpfenstich
- Das Märchen von dem Dilldapp
- Das Märchen von Fanferlieschen Schönefüßchen
- Das Märchen von dem Schulmeister Klopfstock und seinen fünf Söhnen
- Das Märchen von Gockel und Hinkel
- Das Märchen von Komanditchen
- Das Märchen von Schnürlieschen

### Wilhelm Hauff
Märchen-Almanach auf das Jahr 1826–1828 (3 Bände).
- Die Geschichte von Kalif Storch
- Die Geschichte von dem Gespensterschiff
- Die Geschichte von der abgehauenen Hand
- Die Errettung Fatmes
- Die Geschichte von dem kleinen Muck
- Das Märchen vom falschen Prinzen
- Der Zwerg Nase
- Abner, der Jude, der nichts gesehen hat
- Der Affe als Mensch
- Die Geschichte Almanfors
- Die Sage vom Hirschgulden
- Das kalte Herz
- Saids Schicksale
- Die Höhle von Steenfoll
- Das Wirtshaus im Spessart

### Theodor Storm
1850–1865.
- Der kleine Häwelmann
- Hinzelmeier
- Hans Bär
- Am Kamin
- Die Regentrude
- Bulemanns Haus
- Der Spiegel des Cyprianus

### Richard Volkmann-Leander
Träumereien an französischen Kaminen. Breitkopf & Härtel, Leipzig 1871.
- Die künstliche Orgel
- Goldtöchterchen
- Vom unsichtbaren Königreiche
- Wie der Teufel ins Weihwasser fiel
- Der verrostete Ritter
- Von der Königin, die keine Pfeffernüsse backen, und dem König, der kein Brummeisen spielen konnte
- Der Wunschring
- Die drei Schwestern mit den gläsernen Herzen
- Eine Kindergeschichte
- Sepp auf der Freite
- Heino im Sumpf
- Pechvogel und Glückskind
- Die Alte-Weiber-Mühle
- Das Klapperstorch-Märchen
- Wie sich der Christof und das Bärbel immer aneinander vorbeigewünscht haben
- Die Traumbuche
- Das kleine bucklige Mädchen
- Der kleine Vogel
- Die himmlische Musik
- Der kleine Mohr und die Goldprinzessin
- Von Himmel und Hölle
- Der alte Koffer

### Hermann Hesse
- Augustus
- Das Reich
- Der Dichter[53]
- Der Europäer
- Der geheimnisvolle Berg
- Der schwere Weg
- Der Traum von den Göttern
- Der Zwerg
- Die beiden Brüder
- Eine Traumfolge
- Faldum
- Flötentraum
- Iris
- Kindheit des Zauberers
- König Yu
- Märchen vom Korbstuhl
- Merkwürdige Nachricht von einem anderen Stern
- Piktors Verwandlungen
- Schattenspiel
- Vogel

### Weitere Autoren
Walter Benjamin
- Maulbeer-Omelette[53]

Heinrich Böll
- Erinnerungen eines jungen Königs[53]

Bertolt Brecht
- Die Antwort[53]

Georg Büchner
- Es war einmal ein arm Kind[53]

Friedrich de la Motte Fouqué
- Undine

Alfred Döblin
- Vom Hinzel und dem wilden Lenchen[53]

Marieluise Fleißer
- Das Märchen vom Asphalt[53]

Franz Fühmann
- Der Drache und der Schmetterling[53]

Peter Hacks
- Der Schuhu und die fliegende Prinzessin

Gerhart Hauptmann
- Das Märchen[53]

Friedrich Hebbel
- Der Rubin[53]

Werner Heiduczek
- Der kleine häßliche Vogel[53]

Thomas Theodor Heine
- Die blaue Blume[53]

Franz Hessel
- Der siebente Zwerg[53]

Paul Heyse
- Das Märchen vom Herzblut[53]

Edwin Hoernle
- Das Chamäleon[53]

E.T.A. Hoffmann
- Der goldne Topf
- Nußknacker und Mausekönig
- Das verlorene Spiegelbild[54]

Ricarda Huch
- Lügenmärchen[53]

Karl Immermann
- Mondscheinmärchen[53]

Georg Kaiser
- Die Insel der tausendjährigen Menschen[53]

Erich Kästner
- Das Märchen vom Glück[53]

Bernhard Kellermann
- Die Geschichte von der verlorenen Wimper der Prinzessin[53]

Justinus Kerner
- Goldener (vgl. Der Eisenhans)

Klabund
- Der Dichter und der Kaiser[53]

Helga Königsdorf
- Der kleine Prinz und das Mädchen mit den holzfarbenen Augen[53]

Kurt Kusenberg
- Märchen im Kreis[53]

Heinrich Mann
- Wald- und Wiesenmärchen[53]

Thomas Mann
- Der Kleiderschrank[53]

Christoph Meckel
- Mein König[53]

Eduard Mörike
- Der Bauer und sein Sohn
- Das Stuttgarter Hutzelmännle

Benedikte Naubert
- Der Müller von Eisenbüttel[55]
- Der kurze Mantel[56]
- Die Legende von Sankt Julian[56]

Johannes Praetorius
- Legenden von Rübezahl

Otfried Preußler
- Die Abenteuer des starken Wanja
- Krabat
- Mein Rübezahlbuch

Joachim Ringelnatz
- Kuddel Daddeldu erzählt seinen Kindern das Märchen vom Rotkäppchen und zeichnet ihnen sogar etwa dazu[53]

Karl Wilhelm Salice-Contessa
- Magister Rößlein[54]

Paul Scheerbart
- Die neue Tänzerin[53]

Anna Seghers
- Das Argonautenschiff[53]

Ludwig Tieck
- Der blonde Eckbert[54]
- Die Elfen[2]

Kurt Tucholsky
- Märchen[53]

Johann Wolfgang von Goethe
- Das Märchen von der grünen Schlange und der schönen Lilie
- Die neue Melusine[54]

Joachim Walther
- Malermär[53]

Armin T. Wegner
- Die drei Träume[53]

Ernst Wiechert
- Der alte Zauberer oder das Ende vom Land[53]

Christoph Martin Wieland
- Sammlung Dschinnistan
  - Der Stein der Weisen oder Silvester und Rosine
- Die Geschichte des Prinzen Biribinker

Friedrich Wolf
- Von der Henne Hanne Sorgeviel und dem Urtrieb[53]

## Österreich

### Ignaz Vinzenz ZingerleundJosef Zingerle
Kinder- und Hausmärchen aus Tirol. Wagnersche Buchhandlung, Innsbruck 1852.
- Schwesterchen und Brüderchen
- Cistl im Körbl (auch Zistel im Körbel)
- Die Krönlnatter
- Fischlein kleb’an (auch Fischlein kleb an)[34]
- Der Schmied in Rumplbach (auch Der Schmied in Rumpelbach)
- Teufel und Näherin
- Der höllische Thorwartl (auch Der höllische Torwartel[60] oder Der höllische Torwartl)
- Geschwind wie der Wind, Pack an, Eisenfest
- Der Königssohn
- Von den Salinger Fräulein
- Der Bärenhansel
- Vom reichen Grafensohne (auch Das Pomeranzenfräulein)[15]
- Mädchen und Bübchen
- Vom armen Schuster
- Bauer und Bäurin
- Lurehales (auch Luxehales)
- Hennenpfösl (auch Das Hennenpfösl)
- Der Krämer
- Starker Hansl (auch Der starke Hansl)[61]
- St Petrus
- Die zwei Jäger
- Der Meßnersohn
- Müllers Töchterlein
- Die drei Schwestern (vgl. Aschenputtel)
- Der gescheidte Hansl
- Der Fischer
- Unser Herr als Bettler
- Was ist das Schönste, Stärkste und Reichste?
- Werweiß? (auch Werweiß)
- Riese und Hirte
- Die singende Rose
- Notwendigkeit des Salzes
- Goldener
- Der tapfere Ritterssohn
- Nadel Lämmlein und Butterwecklein
- Die zwei Fischerssöhne
- Purzinigele
- Der gläserne Berg (vgl. Die Jungfrau auf dem gläsernen Berg)
- Der Holzhacker
- Der Müllerbursch und die Katze
- Gottes Lohn
- Wie ein armes Mütterchen zu vieler Wäsche kam (auch Wie ein armes Mütterchen zu vieler Wäsche kam und dieselbe wieder verlor)[60]
- Das kluge Ehepaar
- Der Knabe und die Riesen
- Die drei Königskronen
- Die drei Raben (vgl. Das Rätsel und König Drosselbart)
- Die faule Katl
- Das Totenköpflein
- Der gescheite Hans
- Der blinde König
- Der tote Schuldner
- Der verzauberte Grafensohn
- Die drei Pomeranzen
- Das Mädchen ohne Hände

Kinder- und Hausmärchen aus Tirol. Innsbruck 1911.
- Der kluge Ratgeber

Zingerle in Zs. f. deutsche Mythol. II 186.
- Der wilde Mann

Ignaz Vinzenz Zingerle
- Der Müller auf der Wallfahrt
- Das Räuberschloß

### Josef Haltrich
Deutsche Volksmärchen aus dem Sachsenlande in Siebenbürgen. Verlag von Julius Springer, Berlin 1856.
- Die beiden Goldkinder
- Die drei Rotbärte
- Der gerechte Lohn
- Das wohlfeile Holz
- Die Schwanenfrau
- Der seltsame Vogel (vgl. Vogelkopf und Vogelherz)
- Der goldne Vogel (vgl. Der goldene Vogel)
- Das Hirsekorn
- Die Hälfte von allem
- Das Zauberroß
- Goldhaar (vgl. Der Eisenhans)
- Unser Herrgott und der Kirchenvater
- Der Federkönig
- Der Erzzauberer und sein Diener
- Lohn und Strafe
- Der Wunderbaum (vgl. Die Prinzessin auf dem gläsernen Berg)
- Der Eisenhans (auch Der eiserne Hans)[60]
- Der starke Hans
- Der Zigeuner und die drei Teufel
- Der tausendfleckige, starke Wila
- Der Knabe und die Schlange
- Die Königstochter in der Flammenburg
- Der Hünentöter
- Das Rosenmädchen
- Die beiden Geschwister und die drei Hunde
- Der gute Peter und seine falschen Brüder
- Der Königssohn und die Teufelstochter
- Der listige Schulmeister und der Teufel
- Des Teufels Hilfe
- Die beiden Fleischhauer in der Hölle
- Die Erlösung
- Die dunkle Welt
- Der Erbsenfinder
- Von den zwölf Brüdern, die zwölf Schwestern zu Frauen suchen
- Die beiden Mädchen und die Hexe
- Das Zauberhorn
- Die drei Brüder und der Hüne
- Die drei Schwestern bei dem Menschenfresser
- Von der Königstochter, die aus ihrem Schlosse alles in ihrem Reiche sah
- Die Geschenke der Schönen
- Die versteckte Königstochter
- Verstand und Glück (auch Glück und Verstand)[15]
- Der Rohrstengel
- Das Borstenkind
- Der Hahn des Nachbars und die Henne der Nachbarin
- Der Burghüter und seine kluge Tochter
- Der Aschenputtel wird König
- Armut gilt nichts, Reichtum ist Verstand
- Der Kreuzträger
- Die beiden Prahler und der Bescheidene
- Der lateinische Junge
- Der mißratene Gelehrte
- Die drei schweigsamen Spinnerinnen
- Der König und die beiden Mädchen
- Die Geschenke der beiden Liebhaber
- Wä en Med är zwin Kniëcht kennnnelirt
- Die beiden Lügner
- Lügenwette
- Die drei lustigen Brüder
- Der lose Knecht
- Die tauben Hirten
- Der Mann mit dem Zaubervogel
- Der dumme Hans
- Der siebenmal Getötete (vgl. Der dumme Petro, die reiche Birke und der Pope in der Ochsenhaut)
- Die törichte Liese
- Der törichte Hans
- Hans und Jagerle
- Wie soll ich denn sagen?
- Suche nur, es gibt noch Dümmere
- Die faule Kathrin
- Die Frau ohne Hemd
- Die Mär vom roten Hahn
- Vom alten Bauern, der hinter den Ofen ackern fuhr
- Die Mär von den fünf Zehen
- Die Mär von den fünf Fingern
- Die Büffelkuh und das Fischlein
- Tod des Hühnchens
- Begräbnis des Hühnchens
- Die Reise des Enteleins
- Von dem Jungen, der immer schnupperte
- Die kluge Meise und der Fuchs (siehe: Der Fuchs im Märchen)
- Vom Kater Mitzpuf
- Die Geiß mit ihren zehn Zicklein und der Bär
- Der Fuchs und der Bär
- Der Wolf und die alte Geiß
- Der Wolf und das Menschenkind
- Der Wolf als König, der Fuchs sein Minister (vgl. Vom Bauer, der Schlange und der Füchsin)
- Der Bauer, der Bär und der Fuchs (siehe: Der Fuchs im Märchen)
- Der Zigeuner, der Wolf, der Fuchs und der Esel in der Wolfsgrube
- Der Bär, der Wolf, der Fuchs und der Hase auf dem Medwischer Margrethi (auch Die Tiere auf der Kirchweih)[15]
- Der Bär, der Wolf und der Fuchs
- Die Füchse, der Wolf und der Bär
- Der Johannistag der Wölfe
- Der Wolf und der Fuchs beim Kürschner in der Beize
- Der Fuchs verschafft dem Wolf das Fleisch von zwei Schweinen aus des Buschwirten Kammer
- Der Wolf überredet den Wolf, über den Köhlerbrunnen zu springen
- Der Fuchs führt den Wolf in die Schafmeierei
- Der Fuchs überredet den Wolf, ins verlassene Räuberhaus zu gehen
- Der Fuchs betrügt den Bauern um die Fische, der Wolf frißt sie (siehe: Der Fuchs im Märchen)
- Der Fuchs und der Wolf im Dorfbrunnen (vgl. Der Fuchs und der Wolf im Brunnen)
- Der Fuchs lehrt den Wolf fischen (siehe: Der Fuchs im Märchen)
- Der Fuchs macht dem Wolf einen Zagel aus Hanf und Pech
- Der Fuchs und der Wolf gehen durchs Feuer
- Der Fuchs und der Wolf auf der Bauernhochzeit (siehe: Der Fuchs im Märchen)
- Der Wolf und die zwei Bauern
- Der Wolf und die Stute
- Der Wolf und die beiden Böcke
- Der Wolf und die Sau mit den zwölf Ferkeln
- Der Wolf und die Geiß mit ihren zehn Zicklein
- Der Wolf kehrt heim in sein Waldhaus und wird ein Büßer
- Der Fuchs heilt des Raben Kinder von der Krätze
- Der Fuchs und die Schnecke (vgl. Der Fuchs und der Krebs)
- Der Fuchs überlistet den Haushahn (vgl. Der Hahn und der Fuchs)
- Der Fuchs wird von den Gänsen überlistet (auch Der Fuchs und die Gänse[64], vgl. Der Fuchs und die Gänse)
- Der Fuchs macht den Hasen zu seinem Leibeigenen
- Der Fuchs und der Igel (vgl. Der Fuchs und die Katze)
- Der Fuchs verliert seinen Pelz und bereut dabei seine Sünden
- Der Fuchs hängt geschunden am Baum und wird vom Hasen geneckt
- Der Fuchs wird durch einen Sturmwind vom Baume los

### Theodor Vernaleken
- Der Tunda[60]

Kinder- und Hausmärchen in den Alpenländern. Wien 1863 bzw. Österreichische Kinder- und Hausmärchen: Treu nach mündlicher Überlieferung, Wien 1864.
- Hondidldo
- Winterkölbl
- Kruzimugeli
- Der schwarze Vogel
- Die sieben Raben (vgl. Die sieben Raben und Die zwölf Brüder)
- Der Hund und die Ammer
- Die drei Wunderfische
- Der Wunderschimmel
- Der Hund und der Wolf
- Die neun Vögel
- Der Wunschfetzen, die Goldziege und die Hutsoldaten (auch Der Wunschfetzen, die Goldziege, die Hutsoldaten[17], vgl. Tischchen deck dich, Goldesel und Knüppel aus dem Sack)
- ’s Martinilobn (auch Das Martiniloben)[34]
- Der kleine Schneider
- Der Schneider und der Jäger
- Die dreizehn Brüder
- Der blöde Peter
- Der Zaubertopf und die Zauberkugel
- Der Hirt und die Zwerge
- Wie ein Schafhirt reich wurde
- Dö drei Dosna (auch Di drei Dosna, Die drei Dosen)
- Für einen Kreuzer hundert
- Die Ziege und die Ameise
- Der Waldkater
- Die geraubte Königstochter
- Die wunderbare Rettung
- Der verstoßene Sohn
- Die zwei Schwestern
- Moriandl, Zuckerkandl
- Die drei Eier
- Der Wunderbaum
- Die sieben Rehe
- Der erlöste Zwerg
- Besenwurf, Bürstenwurf, Kammwurf
- Der klingende Baum (vgl. De drei Vügelkens)
- Die zwei Schusterssöhne (auch Die zwei Schustersöhne)[34]
- Eins schlägt zwölf, zwölf schlagen neunundvierzig (auch Eins schlägt zwölf, zwölf schlagen neun und vierzig, vgl. Das Rätsel)
- Hans löst Rätsel (auch Der schlaue Hans)
- Die drei Müller
- Die drei Aufgaben
- Der pfiffige Hans
- Herr Kluck (auch Herr Klug)
- Der Kropfige
- Alles glaubt der König doch nicht
- Das Geschenk des Windes
- Der Fischerssohn
- Die Judasteufelin
- Die drei weißen Tauben
- Die Jungfrau auf dem gläsernen Berg (auch Die Jungfrau auf dem gläsernen Berge)[17]
- Wie Hans sein Weib findet
- Der Trommler
- Die schönste Braut
- Der verfluchte Garten
- Die Erlösung aus dem Zauberschlaf (auch Die Erlösung aus dem Zauberschlafe)
- Drei Prinzessinnen erlöst
- Der Brautwerber
- Die Mundkur
- Der Betenkrämerhansl
- Sie tanzen nach der Pfeife
- Die hüpfende Schlafhaube
- Da Seppl mit di goldenen Hoar

Kinder- und Hausmärchen dem Volke treu nacherzählt.
- Witi[68]

Mythische Volksdichtungen. Leipzig 1892.
- Die Wunderlampe

### Friedrich Neisser
Märchen aus Enzenkirchen.
- Prinzessin Wolke
- Die goldene Prinzessin
- Der gute Riese
- Der gescheite Bauer
- Das Geheimnis
- Der junge Wassermann
- Das ewige Lied
- Die Prinzessin, die alles wusste
- Niemand
- Die Vögel des Zauberers
- Die Geschichte vom Lachen
- Der kluge Zwerg
- Der gute König
- Mein Spiegelbild

### Johann Reinhard Bünker
- Die Räuberbraut[60]
- Der tapfere Hansl[60]
- Die weiße Amsel[60]
- Die Lüge und die Wahrheit[60]
- Das nackentige Dirndl[60]
- Der schwarzbraune Michel[60]
- Das ungute Weible[60]
- Die Königsbraut[60]
- Der gerechte Kadi[60]
- Die schwarze Königstochter[60]
- Pfarrer, Wirt und Bauer[60]
- Der Einsiedler und der Edelherr[60]
- Über die Weiberlist steht nichts auf[60]
- Ta’ g’scheite Stea’n[60]
- Ta’ Paua’ in da’ Schatzkamma’[60]
- Ta’ apgedrahte Keischla’pua[60] (auch Der abgedrahte Keuschlerpua)[61]
- ’s frumme Weible[60]
- Die verwünschte Prinzenbraut[60] (vgl. Die sieben verdrehten Sachen)
- Die hoffärtige Müllnerstochter[60]
- Der besoffene Schneider[60]
- Ta Këinich unt saini trai Suldat’n[60]
- Die kranke Bäuerin[60]
- Der Hausknecht[60]
- Der Bettelbub[34]
- Vom armen Weber, wie er einen Gevatter gesucht[34]
- Der Wald Sonderbar[34]

Schwänke, Sagen und Märchen in heanzischer Mundart. Deutsche verlagsactiengesellschaft, Leipzig 1906.
- Der dumme Hans[15]
- Das Mühlbachkind[61]
- Der Jüngl, der sich nicht gefürchtet hat[61]
- Der Tuldi-Schmied[61]
- Doktor Schuster oder der Tod als Gevatter[61]
- Das Schloß im Pomeranzengarten[61]
- König Aschelein[61]
- Die Schwanhiltl[61]
- Der König vom goldenen Garten[61]
- Armreich und Schmerzenreich[61] (auch Armreich und Schmerzreich)[34]
- König Spreizenbart[61]
- Die französische Prinzessin und der türkische Kaiser[61]
- Der Bär und die Prinzessin[61]
- Der Deserteur mit dem Feuerzeug[61]
- Der kluge Schmied[34]

Was mir der alte Mann erzählte, Märchen aus dem Burgenland. M. Gladbach 1929.
- Der General und seine Schwester
- Undank ist der Welt Lohn

### Weitere Sammler
M. F. Bothar
Volk und Heimat, Jg. 3. Eisenstadt (Burgenland) 1950, Heft 7, S. 6.
- Die drei Söhne

Volk und Heimat 5. Eisenstadt 1952, Heft 3, S. 8.
- Die Jägerstochter und ihre zwölf Brüder (vgl. Die zwölf Brüder)

Hans Branky, Volksüberlieferungen aus Niederösterreich.
- Wie Hans der Bäuerin Buhlschaft verriet
- Wie Hans dem Teufel die Nase abschleift
- Die drei Rosen

Depiny
- Die drei goldenen Federn
- Die weiße Rose
- Die geraubte Königstochter
- Johannes Ungeraten

Anton Dolleschall
- Das Gruseln
- Das Grafenschloß
- Der goldene Vogel

Adolf Dörler
Tiroler Teufelsglaube, Zs. f. Vk. 9, 1899.
- Der Bärenhäuter

Sagen und Märchen aus Vorarlberg in Zeitschrift für österreichische Volkskunde 14, 1908.
- Die drei Proben[41]
- Der Hexenritt[61]
- Ritter Blaubart[61]
- Der junge Graf in der Unterwelt[34]
- Die drei Proben[34]
- Hans, der Hasenhüter[34]

Zs. f. Volkskunde 16.
- Auf der Wallfahrt
- Eheleute
- Der reuige Dieb
- Der unversöhnliche Bauer
- Der kluge Bub

Ferk
- Das Tier

Franz Franzisci
- Das Raudale[61]

Carinthia I, Zeitschrift des Kärntner Geschichtsvereins 57. 1867.
- Schönhannchen mit dem goldenen Haar

Märchen aus Kärnten, Klagenfurt o. J. (1884)
- Die zwei buckligen Musikanten
- Der Mönch

Geramb.
- Der tapfere Hahn

Georg Graber, Sagen und Märchen aus Kärnten, Graz 1935.
- Wie ein Student Papst geworden ist
- Der alte Soldat oder die sechs alten Grundwahrheiten (vgl. Die zwölf Worte der Wahrheit)

Irma Györgypal-Eckert, Die deutsche Volkszählung in Hajós, Hansischer Gildenverlag, 1941.
- Der Däumling
- Die junge Königstochter
- Die trei Tiarla
- Grusl-Michael
- Dr Griahöslar Fürchtanichts

Karl Haiding, Österreichs Märchenschatz, Wien 1953.
- Packan, Greifan, Rundumerdum

Karl Haller, Volksmärchen aus Österreich, Wien/Stuttgart/Leipzig o. J.
- Da Guglhupf[60]
- Bei der schwarzen Frau[60]
- Katzerl und Mauserl[34]
- Der Bauer mit dem Zauberbuch[34]

Walter Kainz, Volksdichtung aus dem Kainachtal, Voitsberg 1935.
- Der silberne, der goldene und der gläserne Berg (vgl. Die zertanzten Schuhe und Hans, der Grafensohn, und die schwarze Prinzessin)
- Das Hahnenfuhrwerk

Johannes Künzig und W. Werner, Ungarndeutsche Märchenerzähler II – Die Blinden Madel aus Gant im Schildgebirge, Schallplatte.
- Die Hollerdudel

Anton Meixner
- Der lustige Hansl
- Sankt Christoph mit dem Geldsack
- Der verstockte Schneider
- Der Heilige als Viehhändler
- Der gefangene Schratl und der reiche Julius

Des Volkes Sagen und Gebräuche.
- Sankt Antonius und der Mörder Karl

Josef Polsterer, Schwänke und Bauernerzählungen aus Niederösterreich, Wien 1908.
- Das kunstreiche Luftschiff (vgl. Das fliegende Schiff)

Felix Pöschl, Das deutsche Volkslied 12, 1910, S. 5.
- Die Geschichte vom Mauserl und vom Würschterl

Romuald Pramberger
- Der junge Wolf[60]
- Die armlose Rittersfrau[60]
- Das rote Mandle[60]
- In der Hölle[60]
- Vom dummen Hansl[60]
- Die zwölf Räuber und die Müllerstochter[60]
- Die wiedergefundenen Söhne[60]
- Die weißen Katzerl[60]
- Der arme Schuster[60]
- Das Wunschhütlein[60]
- Der Hauptmann Rosa und die drei Riesen[60]
- Die Vögel Phönus und Floribunda[60] (vgl. Der goldene Vogel)
- Das Grafenkind[60]
- Die zwei Fischerbuben[60]
- Der Zauberlehrling[60]
- Die schöne Stieftochter[34]
- Das steirische Dornröschen[34]
- Die hölzerne Elster[34]
- Der Zaubertopf[34]

Märchen aus Steiermark, Seckau 1946.
- Der goldene Adler[41]
- Das Märlein von den drei Hunden[61]
- Der Wundermann[61]
- Die Schlösser am Meer[61]
- Der junge Fleischer[61]
- Ohne Sorg und Kummer[61]

Karl Radler
- Der Schmied zu Reichenbach

Norbert Riedl, Märchen aus dem Burgenland in Volk und Heimat 5, 1952, Heft 23, S. 5.
- Wie weit das Glück vom Unglück entfernt ist

Elisabet Róna-Sklarek
- Prinzessin Sonnenschein[71]

Adolf Schullerus
- Vom dreimal totgeschlagenen Kantor
- Vom Totengräber
- Der Vogel Wehmus (vgl. Der goldene Vogel)
- Das Märchen vom Pfarrer, der dreimal getötet worden war

Siegfried Troll
- Vom Balbiermanndl
- Von der Königstochter und dem Einsiedler
- Vom Hans, der gerne das Fürchten gelernt (auch Vom Hans, der das Fürchten gelernt)[61]
- Das Marl vom alten Spielmann und den goldenen Schuhen
- Das Marl von den drei Kaufmannstöchtern
- Vom armen Weber, wie er einen Gevattern gesucht
- Wie der Schulmeister einascheln hat müssen
- Von unserem Herrn, dem Petrus und den Holzknechten
- Warum der Petrus glatzköpfig ist
- Warum die Milch übergeht
- Die Parabel von der Lebenszeit
- Vom Kaiser Joseph
  - Kaiser Joseph und sein Lieblingspferd
  - Kaiser Joseph und der Wachposten mit der Wurst
  - Kaiser Joseph und der Prälat
  - Kaiser Joseph und der Feldmarschall

Franz Josef Vonbun, Die Sagen Vorarlbergs, Feldkirch 1950.
- Das Büeble und das Meiggele
- Die drei Buben

Hans von der Sann
- Die Schlangenbraut

Josef Zehetner, Das deutsche Volkslied 41, 1939, S. 18.
- Die Königstochter mit der langen Nase

Elli Zenker-Starzacher
- Vom Kalberlkönig
- Vom Vogel Fenus (vgl. Der Teufel mit den drei goldenen Haaren)
- Der Senavogel
- Vom weißen Wolf
- Vom ausgelernten Spitzbuben

Eine deutsche Märchenerzählerin aus Ungarn, München 1941.
- Vom Lercherlkönig

Wiener Zeitschrift für Volkskunde 45, 1940, S. 1.
- Vom Goldvogel Phönix (vgl. Der goldene Vogel)

Franz Ziska, Österreichische Volksmärchen, 1906.
- Die glücklichen Brüder
- Die Hausschlange

Weitere
- Vom Haserl und Mauserl (Das deutsche Volkslied. Zeitschrift für seine Kenntnis und Pflege 11., Wien 1909)[34]
- Der Hahnreiter (Z. f. Vk. 6, 1896)[34]
- Die drei Wünsche[34]
- Die Nixschwämme (Beiträge zur Deutschen Volksdichtung, Wien 1908)[34]
- Die ungleichen Kinder Evas (Germania, Vierteljahresschrift für deutsche Alterthumskunde 10, 1865)[34]

Carinthia
- Von den drei Hirschen und der Königin
- Die drei Raben (vgl. Die sieben Raben und Die zwölf Brüder)
- Die zwei bucklichten Musikanten
- Das Zauberbüchlein
- Der dem Teufel Verschriebene

### Weitere Bücher
Die schönsten Märchen aus Österreich.
- Dietrichstein in Kärnten
- Die Wiege aus dem Bäumchen bei Baden
- Der Stock im Schlosse zu Greifenstein
- Das Bergmännlein beim Tanz
- Der Mönchsberg bei Salzburg
- Der Riese und der Schneider
- Die Rotkäppchen
- Das Lügenmärchen
- König Samo
- Die Wassernixe
- Der Bettlerin Fluch
- Der Süsse Brei
- Die Brösel auf dem Tisch
- Der Zauberer und sein Lehrjunge
- Warm und Kalt aus einem Mund
- Prinzessin Trina
- Häschenbraut
- Katzerl und Mauserl
- Lohn und Strafe
- Die Riesen und die wilden Frauen im Untersberge
- König Watzmann
- Der Goldkäppler
- Die beiden Musikanten
- Der verwunschene Prinz
- Die stolze Föhre
- Irmentritt und die elf Hunde
- Das Schimmelchen
- Die verzauberten Goldschätze auf dem Untersberg
- Der Untersberg bei Salzburg
- Der verlorene Strähn
- Das Märlein von der Wundermühle
- Der blinde Metzger
- Das Rätselmärchen
- Der Geist des Schneegebirges
- Die ungleichen Brüder
- Da Guglhupf
- Der Teufel und die Näherin
- Das Märlein vom roten Apfel
- Die faulen Brüder
- Vom daumenlangen Hansel
- Der Geist beim Grenzstein
- Der Herr Korbes
- Das Arme-Seelen-Weiberl
- Die Katzenmühle

Österreichische Volksmärchen. Ziska, Wien 1822.
- Der Teufelsbraten[72]
- Die versunkene Stadt[73]

Märchen aus Österreich. Ausgewählt und für die Jugend neu erzählt von Max Stebich, Wien 1954.
- Wagen, pick an![74]

## Kunstmärchen aus Österreich
Ilse Aichinger
- Mondgeschichte[53]

Ludwig Anzengruber
- Das Märchen des Steinklopferhanns[53]

H. C. Artmann
- Samson der treue maat von der Sancta Habana[53]

Marie von Ebner-Eschenbach
- Prinzessin Leiladin[54]
- Der junge Fürst[53]

Albert Ehrenstein
- Alte Geschichte[53]

Barbara Frischmuth
- Der Traum[53]

Hugo von Hofmannsthal
- Das Glück am Weg[53]

Ödön von Horváth
- Vom artigen Ringkämpfer[53]

Franz Kafka
- Vor dem Gesetz[53]

Gustav Meyrink
- Der Fluch der Kröte – Fluch der Kröte[53]

Hermynia Zur Mühlen
- Nachtgesicht[53]

Robert Musil
- Kindergeschichte[53]

Rainer Maria Rilke
- Der Drachentöter[53]

Adalbert Stifter
- Menschliches Gut[53]

Georg Trakl
- Verlassenheit[53]

Franz Werfel
- Der Dschin[53]

## Schweiz

### Otto Sutermeister
Kinder- und Hausmärchen aus der Schweiz. H.R. Sauerländer, Aarau 1869.
- Das Kornkind
- Der Glasbrunnen
- Goldig Betheli und Harzebabi
- Die Geisterküche
- D’ Brösmeli uf em Tisch[77]
- Müsli gang du zerst!
- Die drei Raben (vgl. Die sieben Raben und Die zwölf Brüder)
- Der Bueb mit dem isige Spazierstecke (auch Der Knabe mit dem eisernen Spazierstock)[78]
- Der Schneider und der Schatz
- Der Bur und der Landvogt (auch Bur und Landvogt)
- Die drei Sprachen
- Der einfältige Geselle
- Der junge Herzog
- Das Knöchlein
- Der Bräutigam auf dem Wasser
- Die Erlösung
- Die drei Schwestern
- Der starke Hans
- Die drei Töchtere
- Die dumme Grethe
- s’ Tüfels Erbsmues (auch ’s Tüfels Erbsmues oder Des Teufels Erbsbrei)[78]
- Der faule Hans
- Junker Prahlhans
- Der Teufel als Schwager
- Vo der böse Mueter und dem freine Büebli
- Vom Brodäffe
- Der stark Schnider
- Der Vogel Gryf (auch Vogel Gryf)
- Die Hennenkrippe
- Die Nidelgrethe
- Riesenbirne und Riesenkuh
- Der Hellhafe
- Das Bürli im Himmel
- Aschengrübel (vgl. Aschenputtel)
- Das schneeweiße Steinchen
- Der Bärenprinz
- Die Schlangenkönigin
- s’ Todtebeindli
- Die Käsprobe
- Der Schneider und der Riese
- Der Wanderbursche auf der Tanne (vgl. Die beiden Wanderer)
- Der spanischer Chasseur (auch Ein spanischer Chasseur)
- Die lindi Wolla
- Der Figesack (auch Der Feigensack)
- Der Söubur (auch Söubur)
- s’ einzig Töchterli
- Der Haarige
- Der Wittnauer Hans
- Die Schlüsseljungfrau
- Die beiden Hirten
- Der Gugger
- Der Ma im Mond
- Der Fuchs und die Schnecke (vgl. Der Fuchs und der Krebs)
- D’s Wiehnechtchindli
- Der Schmutzli
- Der Schweinehirt

Kinder- und Hausmärchen aus der Schweiz. H.R. Sauerländer, Aarau 1873 (nur Neuzugänge).
- D’s sul Geishirtji
- Der Räuber und die Hausthiere
- Die zwei Brüder und die vier Riesen (vgl. Die beiden Wanderer)
- Der schlaue Bettler und der Menschenfresser[80]
- Der Drachentödter
- D’s Liecht im Häfeli
- D’s Chuerejes Ursprung

### Johannes Jegerlehner
Sagen und Märchen aus dem Oberwallis. Basel 1913.
- Der Drächengrudel
- Vom Pflasterbub zum Prinzen
- Das Bettelmädchen
- Die drei Brüder
- Die weißen Vögel vom Arpsee
- Das Zwerglein Türliwirli
- Das Zwergenprinzchen
- Der gescheite Hanse
- Das Zauberschloß im Albenwald
- Der Vogel Strauß (vgl. Der Teufel mit den drei goldenen Haaren)
- Der Meisterdieb
- Schwager Leide
- Drei lustige Tage und dann des Teufels
- Der große Mörder

### Weitere Bücher
Märchen europäischer Völker – Märchen aus Frankreich, den Niederlanden und der Schweiz. Bertelsmann, Gütersloh 1970er.
- Die Ziege des Schmiedes
- Der Hahn und die Henne
- Reinhold das Wunderkind
- Die zwei Brüder und die Hexen
- Dolmetsch
- Der Teufel und die Frau
- Der Geist, der den Barbier spielt
- Der kleine Hirt ohne Hemd
- Die Geschichte von den drei Hunden
- Das Kloster Sankt Gallen
- Das Märchen von Cuonz und Cuonzessa
- Die Geisterküche

## Kunstmärchen aus der Schweiz
Max Frisch
- Nachtrag zu Marion[53]

Gottfried Keller
- Spiegel, das Kätzchen[54][53]

Albin Zollinger
- Die verlorene Krone[53]